# Фантомас (фильм, 1964)
«Фантома́с» (фр. Fantômas) — франко-итальянская приключенческая кинокомедия 1964 года режиссёра Андре Юнебеля, пародия на романы Пьера Сувестра и Марселя Аллена, а также серию фильмов о Джеймсе Бонде. Фильм является первой частью трилогии о приключениях преступника Фантомаса и его противников — комиссара Жюва и журналиста Фандора. Книги из серии о Фантомасе привлекали внимание не только любителей бульварных романов, но и представителей культурной и интеллектуальной элиты, в частности сюрреалистов и их окружение. Популяризации образа Фантомаса способствовали его экранные воплощения, а о возможности снять свои версии задумывались крупные кинематографисты. Трилогия Юнебеля — пятая по счёту французская адаптация произведений о Фантомасе.
Первая экранизация была предпринята в 1913 году режиссёром Луи Фейадом, который снял серию немых часовых фильмов. Этот криминальный сериал получил признание у публики и оказал влияние на последующие экранизации, в частности, на трилогию Юнебеля, где присутствует значительное количество пародийных отсылок и заимствований из картин Фейада, решённых в комедийном, фарсовом ключе.
В середине 1960-х годов фильм Юнебеля и два его продолжения возродили интерес к образу Фантомаса. Жан Маре исполнил в фильмах несколько ролей, в том числе Фантомаса и его противника журналиста Фандора, а Луи де Фюнес сыграл незадачливого комиссара Жюва.
Премьера первого фильма трилогии состоялась во Франции 4 ноября 1964 года, где его в итоге посмотрели почти 4,5 млн зрителей. На волне такого успеха планировалось не ограничиться двумя продолжениями, а создать не менее десяти фильмов, однако по ряду причин эти планы не реализовались.

## Сюжет
Фантомас — неуловимый преступник, скрывающий своё лицо под маской. Для реализации своих планов он использует искусно изготовленные маски, позволяющие ему принимать облик других людей. Он мастерски крадёт драгоценности и деньги, совершает изощрённые убийства. На Фантомаса работает целая команда бандитов, в его арсенале — новейшее оружие, автомобили и другая техника. Секрет неуловимости Фантомаса в том, что, совершив преступление, он преображается в свою жертву, а отпечатки пальцев перемещает на свои перчатки, компрометируя таким образом невинного человека. Поисками Фантомаса руководит комиссар полиции Жюв, человек эксцентричный и амбициозный.
Несмотря на панические настроения в обществе, репортёр газеты «Рассвет» (фр. Le Point du jour) Фандор не верит в существование Фантомаса, считая сведения, распространяемые о нём властями, выгодными для того, чтобы отвлечь внимание граждан от важных общественных проблем. С помощью своей невесты Элен он публикует выдуманное им самим сенсационное интервью с Фантомасом, в котором тот угрожает взорвать планету. Статья вызывает большой резонанс. Спустя некоторое время Фандор возвращается домой и находит у своих дверей записку, подписанную «Фантомас». Он не принимает её всерьёз, но в тот же вечер его оглушают ударом по голове и похищают. Журналист приходит в себя в таинственном зале, после чего к нему выходит человек в маске, который и является тем самым Фантомасом. Он требует напечатать в «Рассвете» опровержение и признаться в подлоге интервью: выдумка Фандора оскорбила Фантомаса.
Фандор просыпается у себя в квартире. В скором времени в квартиру врывается комиссар Жюв, который подозревает журналиста в сговоре с Фантомасом и арестовывает его. Фандор рассказывает навестившему его в полиции редактору о случившемся — тот обещает помочь. Но редактор не понял, какой именно статьи ждёт Фантомас. В результате появляется статья под названием «Фантомас сошёл с ума». Тем временем, убедившись в своей ошибке, Жюв отпускает Фандора. Почти сразу же Фандора вновь похищает Фантомас, который разгневан невыполнением журналистом его требований. Фантомас говорит журналисту, что намеревается создать существо, которое будет находиться в полном его подчинении, для чего ему понадобится мозг Фандора. Также Фантомас знакомит журналиста со своей любовницей леди Бельтам, мужа которой он когда-то убил. Фантомас сообщает, что погубит журналиста, совершая преступления от его имени, а после того, как все знакомые и друзья Фандора возненавидят и отвернутся от него, — убьёт. Преступник снимает с себя маску и оказывается точной копией Фандора. Фантомас собирается покинуть свою штаб-квартиру, а Фандор остаётся там под присмотром леди Бельтам и охранников.
Комиссар Жюв хочет заманить Фантомаса в ловушку, устроив совместно с Союзом французских ювелиров выставку драгоценностей на открытой террасе Мартини (фр. Terrasse Martini), находящейся над Елисейскими Полями. Перед началом дефиле телохранители Фантомаса похищают Элен. Фантомас действительно является на выставку и под видом Фандора с помощью газа усыпляет охрану, после чего похищает украшения. Его преследует комиссар, но преступник при помощи стрелы грузоподъёмного крана пересаживается на вертолёт и благополучно скрывается от погони. Жюв объявляет Фандора-Фантомаса в розыск. Фантомас говорит Фандору, что попытается добиться благосклонности Элен, и для этой цели применяет «эликсир любви», в связи с чем она не отдаёт себе отчёта в своих действиях, находясь под действием одурманивающего средства.
Вскоре Фантомас снова принимает другой облик, на сей раз комиссара Жюва, и совершает акт устрашения: расстреливает из автомата витрину кинотеатра, где демонстрируется шоу «Фантомас», и устраивает взрыв. Несколько позже Фантомас в облике Жюва производит налёт на казино. После того как на месте преступления в казино находят отпечатки пальцев Жюва, его арестовывают, подозревая, что именно он является неуловимым и загадочным преступником.
Благодаря хитрости Фандора ревнивая леди Бельтам узнаёт о планах Фантомаса насчёт Элен. Она якобы помогает им бежать, но на самом деле пытается подстроить им аварию на неисправном автомобиле. Фандор и Элен благополучно избегают катастрофы на горном серпантине, но попадают в руки полиции. Фандор оказывается в одной камере с комиссаром Жювом. Фантомас в облике надзирателя увозит их из тюрьмы, чтобы использовать мозг и Фандора, и Жюва. Полиция обнаруживает пропажу заключённых и начинает погоню. Фандору и Жюву удаётся освободиться. Осознавая своё фиаско, Фантомас скрывается на мотоцикле, но Фандор и Жюв начинают его преследовать, а Элен пытается им помочь на вертолёте. После длительной погони Фантомас оказывается у берега моря, где садится в моторную лодку, а потом, доплыв до нужного ему места, пересаживается в свою личную небольшую субмарину и скрывается под водой.

## Над фильмом работали
Актёрский состав:
| Актёр                                | Роль                                                             | Русский дубляж     |
| ------------------------------------ | ---------------------------------------------------------------- | ------------------ |
| Жан Маре                             | Фантомас / журналист Фандор / лорд Шелтон / тюремный надзиратель | Владимир Дружников |
| Луи де Фюнес                         | комиссар Жюв                                                     | Владимир Кенигсон  |
| Милен Демонжо                        | Элен                                                             | Татьяна Конюхова   |
| Жак Динам                            | инспектор Мишель Бертран                                         | Степан Бубнов      |
| Робер Дальбан                        | редактор газеты «Рассвет»                                        | Алексей Полевой    |
| Мари-Элен Арно                       | леди Бельтам                                                     |                    |
| Кристиан Тома                        | инспектор с усами                                                | Ян Янакиев         |
| Мишель Дюплекс                       | инспектор Леон                                                   | Раднэр Муратов     |
| Анри Атталь                          | телохранитель Фантомаса                                          |                    |
| Доминик Зарди                        | телохранитель Фантомаса                                          |                    |
| Пьер Колле                           | полицейский, арестовавший комиссара Жюва                         |                    |
| Бернар Мюссон                        | полицейский, арестовавший комиссара Жюва                         |                    |
| Жорж Аде                             | свидетель                                                        |                    |
| Жан Бланшёр                          | свидетель                                                        |                    |
| Анри Куте                            | свидетель                                                        |                    |
| Роже Лекюйе                          | зритель на выставке                                              |                    |
| Реймон Пельгрен (в титрах не указан) | голос Фантомаса                                                  | Владимир Дружников |

Съёмочная группа:
- авторы сценария — Жан Ален[фр.], Пьер Фуко[фр.]
- режиссёр — Андре Юнебель
- оператор — Марсель Гриньон[фр.]
- монтаж: Жан Фей[фр.]
- звук: Рене-Кристиан Форже[фр.]
- ассистент режиссёра: Жак Беснар[фр.]
- продюсеры: Лючиано Эрколи, Сирил Гриз, Альберто Пулиезе
- производство: Gaumont, Production artistique et cinématographique (Франция); Produzioni cinematografiche Mediterranee (Италия)
- художник — Поль-Луи Бутье
- композитор — Мишель Мань
- специальные эффекты:
  - каскадёрские трюки — Жиль Деламар
  - создатель масок — Роже Корбо

## Создание

### Литературная основа и феномен Фантомаса
Как литературный персонаж Фантомас придуман французскими писателями Марселем Алленом и Пьером Сувестром в 1911 году. Он фигурирует в 32 авантюрно-криминальных романах, написанных ими в соавторстве за три года, и в 11 романах, написанных Алленом после смерти Сувестра. Историк и теоретик кино Жорж Садуль отмечал, что авторы в своём «колоссальном романе-фельетоне» не слишком взыскательны в стилистическом отношении, но это компенсируется показом социальной картины французских нравов и незаурядным богатством воображения. Он усматривал в сочинениях соавторов родство с творческими принципами Эмиля Золя, к примеру, присущими его циклу «Ругон-Маккары». По мнению Садуля, Фантомас также является «последним перевоплощением романтического героя». Французский киновед писал в 1950 году, что воображение читателей наделяло образы персонажей романа мифическими чертами, а их типы оставались живы и популярны на протяжении десятилетий — редкий случай в литературе такого плана. Описывая общую фабулу романов, Садуль отмечал, что Фантомас всегда появлялся в чёрной маске, но в самых различных обличьях, способный мгновенно перевоплощаться, как никто другой; он мог без труда стать «светским доктором, подозрительным апашем, деревенским простофилей, монахом, судьёй, голландским королём, лесным жителем или клубменом». В романах неизменно присутствовал определённый набор персонажей:
С Фантомасом — непобедимым воплощением зла — боролись (без всякой надежды на успех) сыщик Жюв и его верный друг журналист Фандор. В их приключениях были замешаны две женщины: леди Бельтам, любовница бандита, — то участница его преступлений, то кающаяся грешница, — и её дочь Элен, в которую влюблён Фандор.— Жорж Садуль. «Всеобщая история кино»
Умберто Эко при рассмотрении «мифа о Супермене», который он характеризовал как «отвлекающее развлечение» для людей современного общества, находящихся под постоянным давлением и требующих расслабления, указывал на то, что подобные развлекательные истории, кроме всего прочего, основаны на повторяемости, а не на развитии, при котором герои «тратили» себя до конца, зачастую до смерти. По мнению итальянского семиотика, одним из первых «нерастрачиваемых» персонажей является именно Фантомас, с которым завершилась целая предвоенная эпоха. Массовые повествовательные серии, подобные тем, в которых фигурируют герои Аллена и Сувестра, вызваны необходимостью удовлетворения потребности человека в избыточности, когда он может попасть в спокойный мир, в котором ему всё знакомо, просчитано и привычно.

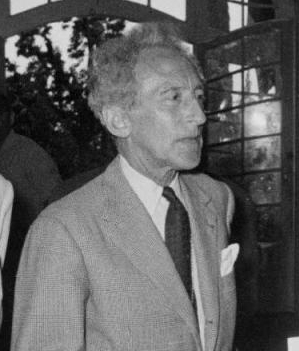
Жан Кокто

В 1961 году над феноменом популярности героя Сувестра и Аллена размышлял писатель и режиссёр Жан Кокто, спутник жизни Жана Маре — будущего исполнителя заглавной роли в адаптации романов, впоследствии осуществлённой режиссёром Андре Юнебелем. По мнению Кокто, этот герой завораживает прежде всего тем, что на него не распространяются никакие правила. Он обладает инстинктивным мужеством и иррационален по своей сути, что ставит его выше разума и интеллекта. По наблюдению Кокто, люди всё чаще стали испытывать тоску по образам прошлых эпох, например, по таким героям, как Арсен Люпен и Рультабий. Однако Фантомас далеко превосходит их всех: «Этот легендарный монстр попирает ногой Париж, как Святой Георгий побеждённого дракона».
Французский режиссёр Ален Рене признавался, что ему нравится сам дух литературного фельетона, массовой литературы. Ещё в детстве будущий классик французского кино снимал на 8-миллиметровую плёнку что-то похожее на «Фантомаса», а в зрелом возрасте хотел создать экранизацию по мотивам знаменитых романов. По его мнению, 32 романа Аллена и Сувестра представляют собой самый настоящий «шедевр изобретательности, они полны поэзии, лиризма, не меньше, чем, скажем, романы Андре Жида». Свою версию о «Гении Преступления» планировал снять не доживший до своего тридцатилетия Жан Виго.
По оценке Андрея Шарого, востребованность образа Фантомаса объясняется присущими ему качествами, так как никто ни в литературе, ни в кинематографе не может с ним соперничать в качестве виртуозного и неуязвимого антагониста, такого «универсального преступника, такого злодея на все времена». В 2002 году в Центре Помпиду в течение месяца шла киноретроспектива под названием «Фантомас и компания». Программа состояла из двух частей: в первой были представлены шестнадцать фильмов, в которых фигурируют герои романов Сувестра и Аллена, а во второй — фильмы режиссёров, находившихся в той или иной мере под влиянием литературного или кинематографического образа Фантомаса (Альфред Хичкок — «Поймать вора», Фриц Ланг — «Доктор Мабузе» и «Шпионы», Жорж Франжю — «Жюдекс» и «Красные ночи», Жак Риветт — «Париж принадлежит нам», Пьер Превер — «Свита Ваала»).

### Предыдущие экранизации

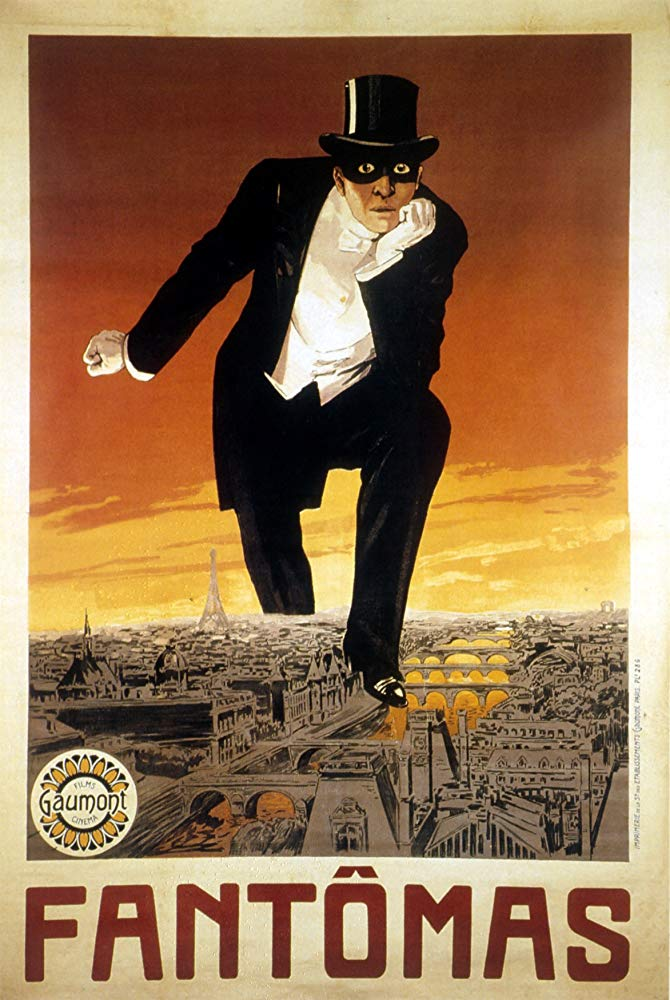
Афиша фильма Луи Фейада «Фантомас» (1913)

Романы о Фантомасе оказались востребованы в кинематографе и неоднократно экранизировались. Считается, что литературный образ Фантомаса вряд ли имел бы такое влияние и продолжительную жизнь в культуре, если бы его не открыло для себя кино, представив героя в самых различных интерпретациях.

Популярность романов была упрочена серией из пяти немых часовых фильмов, снятых Луи Фейадом в 1913—1914 годах с Рене Наварром в роли Фантомаса и Эдмоном Бреоном в роли инспектора Жюва («Фантомас», «Жюв против Фантомаса», «Мертвец-убийца», «Фантомас против Фантомаса», «Подставной судья»). По мнению критики, в этих картинах Фантомас представлен не только как удачливый покоритель женских сердец с безукоризненными светскими манерами, но и как кровожадный и лишённый какой-либо жалости преступник, что, видимо, было вызвано стремлением режиссёра отразить «многоликость зла». Фильмы были поставлены на студии Gaumont, которая занималась и их прокатом, а громкая премьера первого фильма цикла состоялась 9 мая 1913 года (по другим данным — в апреле) в «Гомон-Паласе» (фр. Gaumont-Palace) — на тот момент самом большом кинотеатре в мире. Этими фильмами увлекались многие представители интеллектуальной элиты и кинематографисты, а экранный образ Фантомаса вызывал восхищение сюрреалистов и их ближайшего окружения. Гийом Аполлинер писал, что, несмотря на некоторую литературную небрежность, романы написаны очень живописно, полны жизни и фантазии, а благодаря кинематографу образ Фантомаса привлёк культурного читателя. Поэт основал неформальное «Общество друзей Фантомаса», к которому присоединились Макс Жакоб, Жан Кокто, Андре Бретон и Луи Арагон. Образы и отсылки к Фантомасу можно найти в творчестве Макса Жакоба, Жана Кокто, Хуана Гриса, Ива Танги, Рене Магритта и Поля Элюара. Поклонниками романа были Жорж Садуль, Жак Превер, Раймон Кено и другие деятели культуры. Такое пристальное внимание к Фантомасу со стороны авангардистских творческих кругов первой половины XX века позволило российскому критику Михаилу Трофименкову заметить, что к появлению на советских экранах фильма с Жаном Маре и Луи де Фюнесом причастны именно сюрреалисты с их маниакальным насаждением культа «человека без лица», а не бульварные романы о Фантомасе. Он сравнивает эту ситуацию с соотношением экранного образа Чапаева и его литературного прототипа из романа Дмитрия Фурманова. Фильмы Фейада были очень популярны в дореволюционной России, а наибольший интерес вызывал образ преступника в исполнении Рене Наварра. Позже картины Фейада оказали влияние на советских кинематографистов (группа ФЭКС, Лев Кулешов, Сергей Эйзенштейн). Франсуа Трюффо сравнивал значение творчества Фейада для французского кинематографа с той ролью, которую сыграли романы Александра Дюма для литературы XIX века.

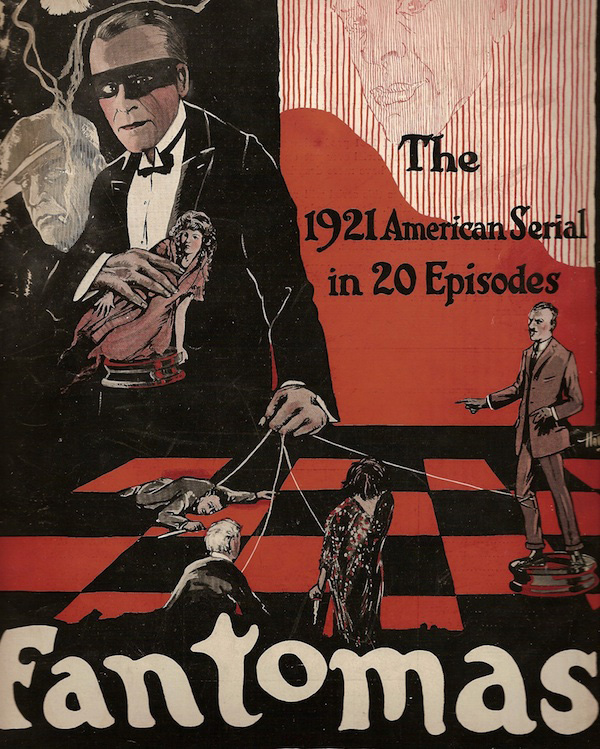
Фантомас (сериал, 1920)

В 1920 году на экраны вышел американский 20-серийный фильм Эдварда Седжвика. В сюжетном отношении этот сериал был слабо связан с литературным первоисточником, представив на экране американизированные реалии.
В 1932 году вышел фильм «Фантомас» — вторая французская и первая звуковая экранизация Сувестра и Аллена, которую снял работавший во Франции венгерский кинематографист Пал Фейош. По мнению критики, эта осовремененная версия в жанре детективной комедии (фр. comédie policière), насыщенная различными техническими новинками (самолёты, пистолеты с глушителем, гоночные автомобили и т. д.), уступала сериалу Фейада в напряжении, ощущении неминуемой катастрофы и отсутствии «динамики демонизма». Её раскритиковал и Марсель Аллен, недовольный снижением преступно-кровожадного образа Фантомаса. Однако сегодня считается, что эта экранизация во многом предвосхитила комедийную стилистику трилогии Андре Юнебеля. Она отошла от саспенса и криминальной составляющей книг о «Гении Преступлений», а также предшествующих кинематографических версий. Образ Фантомаса, решённый в «поэтико-сюрреалистическом» духе, появляется в авангардистском фильме 1937 года «Месье Фантомас. Глава 280.000» бельгийского режиссёра Эрнста Мёрмана. Третьей французской экранизацией романов о героях Сувестра и Аллена стал снятый в 1946 году режиссёром Жаном Саша фильм «Фантомас», который был насыщен новинками науки и техники, поставленными на службу Фантомасу, который угрожает уничтожить Париж с помощью таинственного луча смерти. Картина снята по мотивам романов Аллена, написанных после смерти Сувестра, и признаётся малоудачной. В 1949 году режиссёр Робер Верне поставил фильм «Фантомас против Фантомаса», в котором была предпринята попытка вернуться к каноническим истокам, представив на экране классический устрашающий образ «главного преступника Франции».
Критики отмечают, что несмотря на внимание со стороны представителей авангардного искусства к образу Фантомаса, в середине XX века интерес к нему у широкой публики снижался — возможно, по той причине, что книги Сувестра и Аллена соответствовали запросам французского общества накануне Первой мировой войны, но со временем приобрели архаичные черты и постепенно устарели. По наблюдению Андрея Шарого, образ Фантомаса оказался «слишком плотно „вшитым“ в ткань эпохи», что обусловило трудности более поздних экранизаций, которым присущи мелодраматичность, чувственность belle epoque. Со временем Фантомас потерял свои устрашающие черты «Властелина Ужаса», а его знаменитую «мрачную чёрную фигуру не принимали всерьёз, притяжение его зла ослабло». В середине XX века у Фантомаса оставался только один шанс, чтобы избежать забвения: преобразиться из трагедийно-драматического в комедийный персонаж. Тот же автор считает, что обращение кинематографистов к фарсовой стороне бульварных романов, а также утрирование и «обеление» заложенного в них и фильмах Фейада чёрного юмора является закономерной тенденцией: «Фантомас вновь разбушевался в середине шестидесятых — только теперь его буйство вызывало у зрителей не страх, а хохот».

### Подготовка к съёмкам
Лоик Артьяга и Матьё Летурнё, исследователи массовой литературы, рассматривают 1960-е годы как своеобразный «ренессанс» кинематографических адаптаций Фантомаса. Возможно, свою роль — среди прочих факторов, повлиявших на интерес кинематографистов к образу Фантомаса, — сыграл выход в свет (после пятнадцатилетнего перерыва) романа Аллена «Фантомас там правит бал» (фр. Fantômas Mène le Bal; 1963), который оказался последним в канонической серии из 43 книг о неуловимом преступнике. Сюжет в нём развивается по привычной схеме, насыщен последними достижениями науки и техники, а в финале Фантомас и Жюв отправляются в космос. Однако подлинное возрождение массового интереса к фигуре Фантомаса возникает благодаря кинотрилогии такого коммерчески успешного режиссёра, как Андре Юнебель, который сумел кардинально сменить концепцию претворения на экране его образа, усилив комизм и пародийные элементы фабулы. С исполнителями главных ролей постановщик был хорошо знаком, так как они снимались в его предыдущих фильмах. После окончания Политехнической школы будущий продюсер и режиссёр сменил несколько профессий, прежде чем обратился к кино. Он работал декоратором, дизайнером, а затем в середине 1920-х занялся производством и продажей изделий из стекла, став известным мастером-стеклоделом. С началом Второй мировой войны он покинул оккупированную часть Франции и перебрался на юг. В свободной зоне он начал заниматься кинематографом и основал компанию «Продюксьон Артистик синематографик» (фр. Production Artistique et Cinématographique), которая в 1960-е годы приступила к производству трилогии о Фантомасе. С 1946 года Юнебель работал арт-директором, затем продюсером на P. A. C., а в 1948 году снял свой первый полнометражный фильм «Сумасшедшая профессия», сценарий которого написал его сын Жан Ален. У Юнебеля постепенно сформировалась собственная команда, работавшая над его фильмами из года в год. В 1949 году он снял шпионский комедийный фильм «Миссия в Танжере», где эпизодическую роль испанского генерала сыграл Луи де Фюнес. После этого будущий знаменитый французский комик сыграл у режиссёра в целом ряде фильмов, но это всё были эпизодические роли, а первой крупной работой у Юнебеля стала для де Фюнеса роль комиссара Жюва. Постепенно Юнебель зарекомендовал себя мастером коммерческого кинематографа, специализировавшимся на шпионских и криминальных фильмах, комедиях, костюмно-приключенческих и исторических картинах.

Идея привлечь Жана Маре возникла у режиссёра после того, как он увидел опасный трюк, выполненный им без страховки на ежегодном гала-представлении Союза актёров. Маре увидел этот номер в цирке, где его выполнял профессиональный акробат, и захотел повторить: необходимо было забраться по железной конструкции на высоту 15 метров, где зажечь от горелки сигарету. Выполнив этот опасный номер без использования лонжи, актёр поразил своих коллег, а также Юнебеля, который увидел в нём бесстрашного романтического героя, способного органично сыграть в приключенческом фильме. По воспоминаниям режиссёра, когда он увидел этот трюк, на него «снизошло откровение»: «…да ведь он может быть экранным суперменом, Тарзаном, историческим героем, одним из великих капитанов прошлого или одним из этих современных авантюристов, которые пересоздают мир».

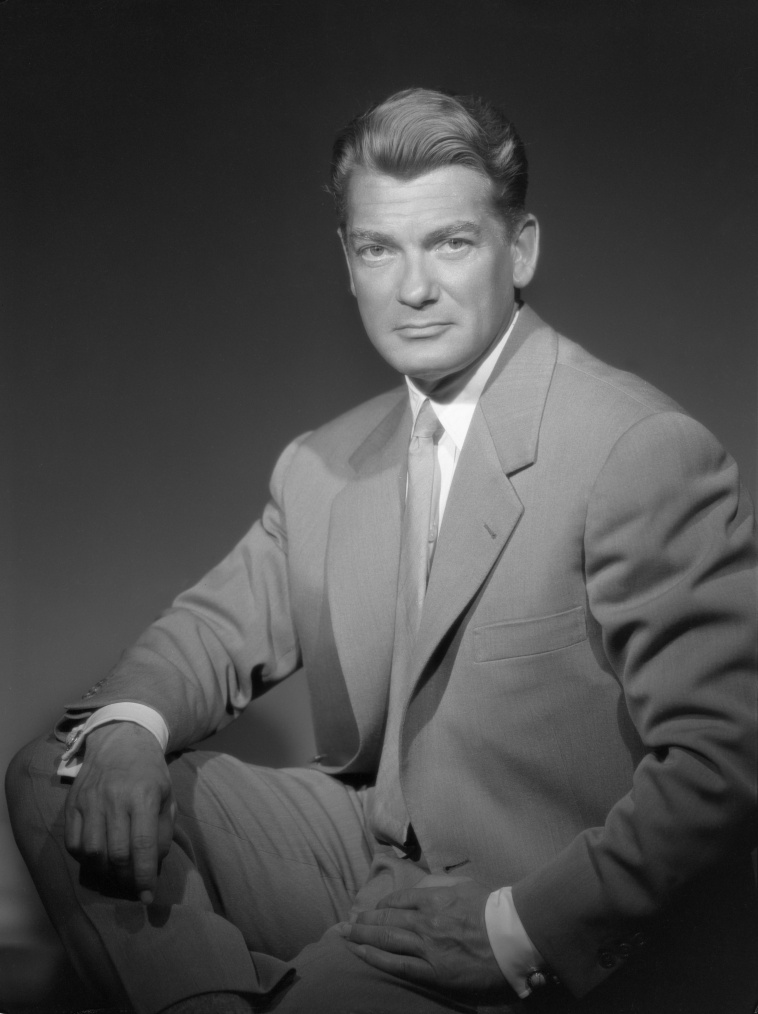
Жан Маре

Жан Маре, который в 1950-е годы был много занят в театре, сумел успешно продолжить свою кинокарьеру благодаря участию в так называемых фильмах плаща и шпаги, сменив свой привычный романтичный образ. Маре поддерживал себя в отличной физической форме и по своим внешним данным очень выигрышно выглядел в картинах этого жанра — мощное гармоничное атлетическое телосложение, мускулы, смелое, красивое и мужественное лицо с ярко выраженными волевыми чертами и дерзким и благородным взглядом. В этих картинах он сам выполнял различные трюки, чем очень гордился, а режиссёры специально компоновали кадры так, чтобы было видно, что трюк выполняет именно актёр, а не каскадёр. По словам Юнебеля, к жанру плаща и шпаги он обратился практически случайно, под влиянием друга, который предложил ему экранизировать роман Александра Дюма «Три мушкетёра». Эта идея пришлась Юнебелю по душе. Он не хотел шаржировать знаменитый роман Дюма, но после продолжительной работы в комедийном жанре решил насытить действие юмористическими эпизодами. На смещение жанра в комедийную сторону повлияло также то, что роль Планше исполнял известный французский комик Бурвиль. Экранизация «Трёх мушкетёров» имела успех у публики, и Юнебель решил продолжить «эксплуатировать» удачно выбранный им жанр, закрепив успех серией фильмов в подобном духе, в том числе не только с ярко выраженным комедийным уклоном.
Первой картиной Юнебеля с Жаном Маре в главной роли стал снятый в 1959 году костюмно-исторический фильм «Горбун». Через несколько лет один журналист спросил у Маре, как он может объяснить некоторое «затмение» своей актёрской карьеры в период, предшествующий этому фильму. Актёр ответил, что никогда не чувствовал ничего подобного, отнеся такую оценку к особенностям актёрской профессии: «…если вы не работаете в театре, считают, что вы его покинули, а если вы перестали сниматься, говорят, что это кино охладело к вам». После фильма «Горбун» последовали такие успешные совместные работы Юнебеля и Маре, как «Капитан» (1960), «Чудо волков» (1961) и «Парижские тайны» (1962). По словам режиссёра, несмотря на то что каждая из этих картин привносила что-то новое и имела свои особенности, их важнейшим общим компонентом было действие. В «Горбуне» и в «Капитане» напарником Маре стал комик Бурвиль, который является его противоположностью и «доказательством от противного подчёркивает героизм, умелость и благородство помыслов Маре, но он же их пародирует».
Считается, что Жан Кокто уговорил Маре продолжить карьеру в подобного рода фильмах: «Тебе надо вернуться на экран, иначе после тебя останутся только дурные слухи», — сказал он ему. Задумав снять серию фильмов о Фантомасе, Юнебель решил предложить эту роль именно Жану Маре. Позже актёр вспоминал о замысле фильмов о Фантомасе и привлечении его на заглавную роль таким образом:

Юнебель попросил меня найти тему, в которой мне хотелось бы сыграть. Через какое-то время я сообщил об этом предложении Жану Кокто. Он сразу подумал о Фантомасе. Эта идея заинтересовала Юнебеля. И «Фантомас» был сделан. Оригинальный текст (фр.)Hunebelle m’avait demandé de trouver un sujet à suite qu’il me serait agréable de jouer. Au bout de quelques temps, je fais part de cette proposition à Jean Cocteau. Il a immédiatement pensé à Fantômas. L’idée a interessé Hunebelle. Et Fantômas s’est fait.— Жан Маре
11 октября 1963 года Кокто умер. В прощальном письме к другу Маре писал: «Ты сказал в „Завещании Орфея“: „Сделайте вид, что вы плачете, друзья мои, потому что поэт только делает вид, что он мёртв“. Я не плачу. Я засну. С этих пор я буду лишь делать вид, что живу». Однако через некоторое время Маре всё-таки решил продолжить кинематографическую карьеру и согласился сняться у Юнебеля в новой адаптации романов о Фантомасе. Существует мнение, что к съёмкам в фильме актёра могли подтолкнуть просочившиеся сведения о его нетрадиционной сексуальной ориентации и, как следствие, дефицит предлагаемых ему в это время ролей.

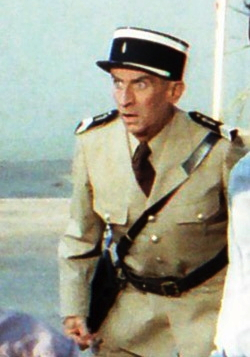
Луи де Фюнес в роли жандарма

Первоначально роль комиссара Жюва была предложена Бурвилю, но незадолго до начала съёмок тот отказался, и по настоянию одного из продюсеров фильма Алена Пуаре, её получил Луи де Фюнес. После успеха фильма «Жандарм из Сен-Тропе», вышедшего в 1964 году за несколько месяцев до начала съёмок «Фантомаса», де Фюнес был признан во Франции талантливым комедийным актёром. Успех у публики пришёл к нему в конце 1950-х годов после роли браконьера Блеро в фильме «Не пойман — не вор». До этого он сыграл в десятках фильмах, прежде чем ему стали доверять более крупные роли. Многие из этих фильмов позже были оценены только благодаря участию в них де Фюнеса. В них комик плодотворно использовал комедийную технику, которая принесла ему успех в серии о жандарме Крюшо и трилогии о Фантомасе, заключающуюся в гиперболизации образа, основанного на «намеренном выпячивании социальной, служебно-профессиональной экспрессии». Также получила известность его работа в театре в роли Бертрана Барнье в спектакле по пьесе Клода Манье «Оскар», в которой он играл в 1959 и 1961 годах, а в 1967 году сыграл в её одноимённой экранизации. Несмотря на очевидные признаки успешной карьеры, в это время сам де Фюнес сильно беспокоился из-за того, что его возрастающая актёрская слава может оказаться недолговечной. Однако премьера «нового Фантомаса» сделала его знаменитым, а трилогия Юнебеля и серия фильмов о жандарме из Сен-Тропе, первые фильмы которых были созданы в 1964 году, расцениваются как «главный творческий капитал великолепного де Фюнеса».
Роль невесты журналиста Фандора, молодой красавицы-блондинки Элен, была поручена актрисе Милен Демонжо. Она начала свою карьеру в 15-летнем возрасте, работая фотомоделью в ателье Пьера Кардена. После этого поступила на актёрские курсы и стала сниматься в кино, где дебютировала в 1953 году в ленте Леонида Моги «Дети любви». В 1955 году сыграла роль в фильме Марка Аллегре «Будущие звёзды», на съёмках которого познакомилась с Жаном Маре и Бриджит Бардо, с которой её стали сравнивать благодаря внешним данным. По словам актрисы, Маре был чутким, чудесным человеком и хорошим товарищем. Первую известность актриса получила за роль Абигайль в драме режиссёра Реймона Руло «Салемские колдуньи» (1957). В 1961 году снялась с Маре в фильме «Похищение сабинянок» режиссёра Ришара Потье. В том же году появилась в дилогии «Три мушкетёра» Бернара Бордери. Роль Миледи в этой постановке, наряду с Элен в трилогии Юнебеля, является самой известной в её кинокарьере.
На роль леди Бельтам, подруги и сообщницы Фантомаса, была выбрана Мари-Элен Арно — французская фотомодель и модельер, которая со второй половины 1950-х годов снялась в нескольких фильмах. Её дебют в кинематографе пришёлся на 1956 год, когда она приняла участие в съёмках картины Юнебеля «Парижские манекенщицы». В первую очередь она была известна как модель дома высокой моды Chanel и считалась любимой манекенщицей Коко Шанель, получив от журналистов прозвище «Девушка Шанель».
Полицейского инспектора Мишеля Бертрана сыграл Жак Динам, который наряду с Ги Гроссо, Мишелем Модо и Максом Монтавоном входил в ближайший круг де Фюнеса. По выражению его сына, Патрика де Фюнеса, они были членами его «кинематографической семьи», с которыми он мог, не теряя сосредоточенности на роли, расслабиться, по-дружески пошутить в свободную минуту между дублями. Семьи де Фюнеса и Динама дружили много лет и часто обедали вместе, что довольно необычно, учитывая сложный и мнительный характер комика. Кроме того, он высоко ценил Жака как простого человека и старого приятеля. Динам сыграл эпизодическую роль в предыдущей экранизации Жана Саша «Фантомас» (1947).

### Процесс съёмок
Первоначально предполагалось не ограничиваться рамками трилогии и снять значительно больше фильмов (по одним данным — 10, по другим — 12). В декабрьском номере журнала «Советский экран» за 1967 год ошибочно написали, что на тот момент уже было снято четыре картины. По одной из версий, эти проекты не были реализованы в связи с разногласиями с Марселем Алленом. В книге французского критика Марка Лимонье «Доро́гой Фантомаса» приводятся сведения о том, что отношение романиста к трилогии постепенно менялось по мере того, как она приобретала успех у публики и стала приносить значительный доход. Это мнение подтверждает и Милен Демонжо, которая вспоминает, что после того как Аллен ознакомился со сценарием, он был разочарован, но после успеха фильма смирился с кинематографическими вольностями и в конечном итоге остался доволен результатом.
Производством фильма занимались французские компании Gaumont и Production artistique et cinématographique, а также итальянская Produzioni cinematografiche Mediterranee. «Гомон», на базе которой осуществлялось ещё производство фильмов Луи Фейада, занималась также и дистрибуцией трилогии Юнебеля. В том, что к героям бульварных романов Сувестра и Аллена обратилась именно компания «Гомон», нет ничего удивительного, так как эта старейшая кинокомпания Франции на протяжении всей своей истории связана с жанрово разнообразным, коммерчески-популярным кино. Российский киновед Михаил Трофименков подчёркивал приверженность руководства студии к демократической, бульварной продукции, рассчитанной на вкусы широкой публики: «что такое искусство Луи де Фюнеса и Пьера Ришара, Жоржа Лотнера и Ива Робера, как не продолжение театральной традиции бульваров?».

Кадр из фильма: Фантомас

Создателям фильма удалось уговорить Аллена на использование романов о Фантомасе в качестве литературных источников. Писатель остался недоволен сценариями и внесёнными коренными изменениями, искажающими литературные образы, однако всё же разрешил создание фильмов. Режиссёр и сценаристы Жан Ален и Пьер Фуко, в противоположность их предшественникам, создали в лице комиссара Жюва ярко выраженный комедийный персонаж, а в роли Фантомаса и его противника журналиста Фандора, во всех изменённых обликах, доверили одному и тому же актёру — Жану Маре, который не в первый раз должен был сыграть в одном фильме нескольких ролей. В 1946 году в картине Жана Кокто «Красавица и чудовище» он сыграл даже три роли — Авенана, Чудовища и Принца. Чтобы закрепить маску Чудовища и нанести грим, ему приходилось терпеть пятичасовую процедуру, а после окончания съёмок испытывать болезненные ощущения при отклеивании маски от кожи лица. Для фильма Юнебеля мастер специальных эффектов Жерар Коган (фр. Gérard Cogan) создал из синтетических материалов маску Фантомаса, которую Маре приходилось надевать, а затем гримироваться по нескольку часов. Несмотря на то что маска была разработана по эскизам самого актёра, он чувствовал себя в ней неудобно, о чём неоднократно заявлял во время съёмок. В этом фильме Жан Маре сыграл четыре роли — Фантомаса, его противника журналиста Фандора, мнимого лорда Шелтона и тюремного надзирателя, освобождающего комиссара Жюва и Фандора. В сценах, в которых одновременно в кадре находятся Фандор и Фантомас, Жана Маре дублировал актёр Кристиан Тома, который сыграл в фильме роль одного из полицейских инспекторов. Фигурой и формой лица он был похож на Маре, поэтому именно ему предложили выступить в качестве дублёра. В зависимости от ракурса его гримировали или под Фантомаса, или под Фандора, и снимали со спины, пока Маре произносил свои реплики лицом к камере. Несмотря на фарсовый характер фильма, персонажи Маре лишены ярко выраженной комедийной составляющей, что объясняют тем, что именно такого эффекта сдержанной игры от него добивался режиссёр, требуя играть «всерьёз, без скидок на пародию».

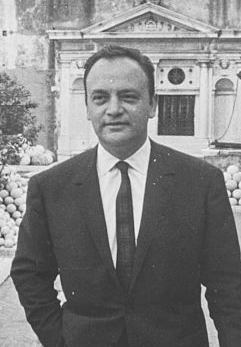
Реймон Пельгрен

В оригинальной франкоязычной версии за Жана Маре в роли Фантомаса  говорит актёр Реймон Пельгрен, который за свою продолжительную карьеру сыграл около 140 ролей в кино и на телевидении. Видимо, то, что озвучивание персонажа, сыгранного Маре, было доверено другому актёру, можно объяснить желанием несколько разгрузить его и помочь звезде фильма справиться со сложными ролями, требующими продолжительной подготовки. За два года до этого Пельгрен уже сотрудничал с Андре Юнебелем и Жаном Маре в экранизации одноимённого романа Эжена Сю «Парижские тайны», где исполнил роль барона де Лансиньяка, преступника, противостоящего благородному маркизу Родольфу де Самбрёй, роль которого играет Маре (это был первый фильм Юнебеля, показанный в советском прокате, а персонажа Пельгрена озвучил актёр, признанный мастер дубляжа Владимир Кенигсон, который в трилогии о Фантомасе дублировал роль де Фюнеса). По мнению Андрея Шарого, успех фильма «Фантомас» у французского зрителя можно во многом объяснить именно талантом Пельгрена.
Роль персонажа де Фюнеса в окончательном виде в значительной мере разработана самим комиком, который по ходу съёмок предлагал различные идеи, показавшиеся ему удачными, после чего согласовывал их с членами съёмочной группы. В двух последующих фильмах именно ему пришли в голову многие удачные находки, вошедшие в окончательный вариант. Известно, что степень комизма де Фюнес проверял по реакции членов съёмочной группы, с которыми он перебрасывался шутками, стараясь понять, насколько успешна и выигрышна его игра, а услышав смех после каждого дубля, постепенно успокаивался и сосредотачивался на роли. По свидетельству его сына Оливье: «Ему всегда нужен зритель. Это не лицедейство: он просто убеждён, что его лучшие придумки могут появиться только в доброжелательной обстановке». Импровизационный характер актёрской игры де Фюнеса очень раздражал Маре, который привык следовать твёрдому сценарию. Позднее он говорил, что Луи, безусловно, очень талантливый человек, но работать с ним было ужасно тяжело. Создавая образ, де Фюнес уделял особое внимание реалистичности и элегантности одежды, следя за тем, чтобы его Жюв внешне походил на настоящего комиссара, а не выглядел заведомо несуразно-комически. Он кропотливо добивался того, чтобы окружающие воспринимали его серьёзно, а зрители ещё больше удивлялись нелепости поступков его героя. «Чтобы заставить людей смеяться, — говорил он, — нет надобности надевать короткие штанишки и смешную шляпу. Всё зависит от взгляда, от поведения». Актёр придавал большое значение освещению, звуку, другим кинематографическим тонкостям и технической стороне дела. В трилогии, как и на протяжении тридцати лет карьеры де Фюнеса, дублёром во время установки света работал Жорж Фабр (фр. Georges Fabre), который терпеливо на протяжении многих часов выдерживал под раскалёнными лучами прожекторов все требования операторов и технического персонала по подготовке к съёмкам.

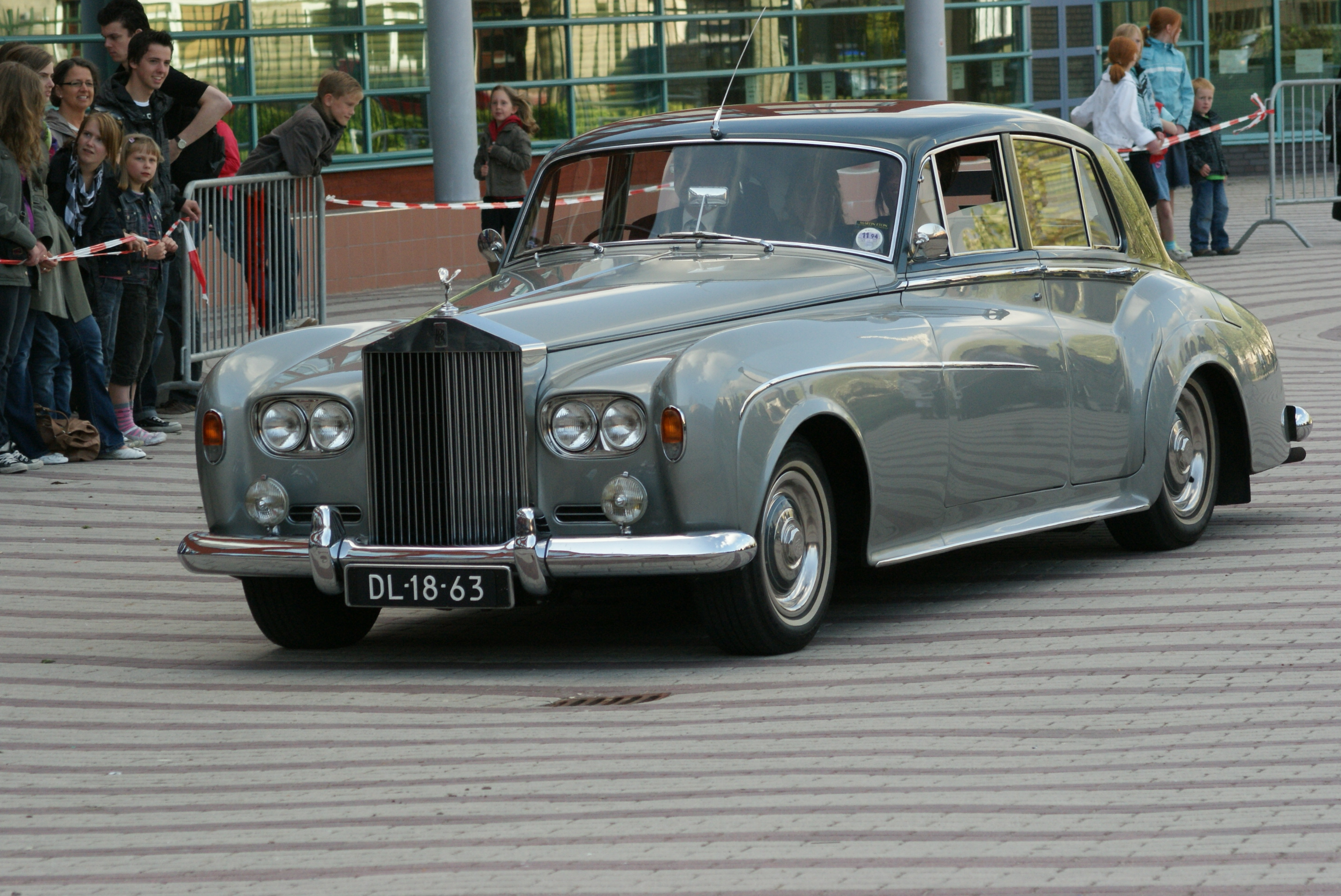
Автомобиль модели Rolls-Royce Silver Cloud III, на котором передвигается Фантомас в трилогии Юнебеля

Важной составляющей фильма являются специальные эффекты и трюковые съёмки, в том числе, в которых были задействованы различные транспортные средства (автомобили, вертолёты, поезд, мотоциклы, подводная лодка). Как известно, Жан Маре подавляющее большинство трюков исполнял сам, кроме сцен с вождением транспортных средств, так как считается, что он не был достаточно уверенным в себе водителем. Де Фюнес, чтобы не выглядеть бледно на фоне хорошей спортивной формы Жана Маре и для поддержания рекламной кампании о том, что он лично участвовал в создании трюков, также принял участие в нескольких таких сценах. В первом фильме он лично выполнил прыжок с моста на паровоз в завершающей погоне за Фантомасом. Этот эпизод прошёл без каких-либо инцидентов и был тщательно подготовлен известным французским каскадёром, близким другом Жана Маре Жилем Деламаром, экс-чемпионом мира по затяжному прыжку с парашютом. Деламар оказал значительное влияние на развитие каскадёрского искусства во Франции и дублировал таких артистов, как Жерар Филип, Джина Лоллобриджида, Жан Габен, Грегори Пек, Жан-Поль Бельмондо, Ален Делон, Гленн Форд и др. Имел он опыт работы и с де Фюнесом в его предыдущем фильме «Жандарм из Сен-Тропе». Однако по недосмотру членов съёмочной группы актёр всё-таки получил болезненную травму. В сцене, где Фантомас скрывается от погони на вертолёте, де Фюнеса в лице его персонажа подвешивали за руки к грузоподъёмному крану, и в таком неудобном положении ему пришлось провести несколько часов, так как у операторов не получалось быстро запечатлеть эту сцену, как они этого хотели. Несмотря на то что в действительности актёр находился всего в метре от земли, в связи с продолжительностью нахождения в таком неудобном положении актёр сильно растянул плечевые связки. Первоначально предполагалось, что болезненные ощущения довольно быстро пройдут, но последствия этой травмы давали о себе знать на протяжении нескольких лет, прежде чем он смог восстановиться.

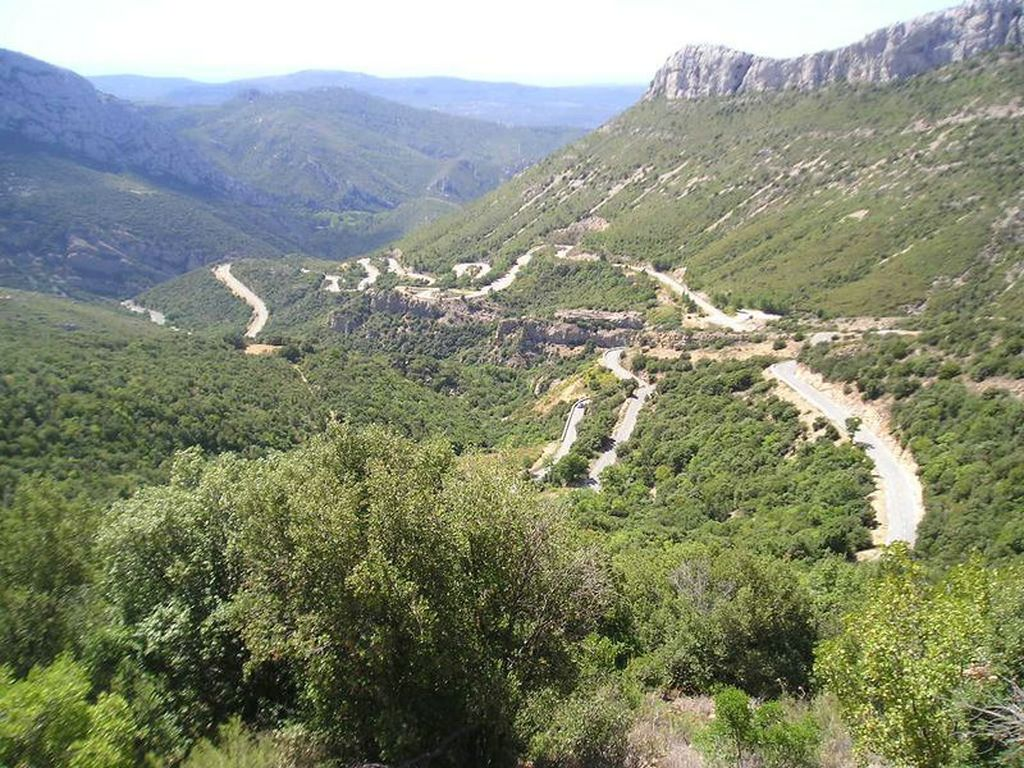
Горный серпантин в департаменте Буш-дю-Рон

Сцены с участием мотоцикла ставил чемпион Франции по мотокроссу 1957 года Реми Жюльен, которого пригласили для участия в фильме по настоянию Жиля Деламара. Жюльен продолжил сотрудничество с де Фюнесом в серии его фильмов о жандарме из Сен-Тропе, а в общей сложности за свою карьеру поставил около 1400 трюков для примерно 400 кино- и телефильмов, рекламных роликов, шоу и т. д. Также Деламар сумел уговорить Жана Санни, каскадёра и автоэквилибриста, специализировавшегося на балансировке транспортными средствами на двух колёсах. За своё мастерство он получил прозвище «колёсный канатоходец» (фр. «Le Funambule roulant»), и про него говорили, что он до такой степени владеет навыками автомобильной езды «на боку», что, когда в этом положении автомобиль движется на двух колёсах, он чувствует себя более устойчиво, чем многие на четырёх. Навыки Жана Санни были использованы в сцене головокружительного спуска автомобиля с повреждёнными тормозами по горному серпантину. Этот эпизод снимался на горных перевалах Л’Эспигулье (фр. Col de l'Espigoulier, возле коммун Обань и Кассис) и Сент-Анн (фр. Col Sainte-Anne) департамента Буш-дю-Рон региона Прованс — Альпы — Лазурный Берег.
Режиссёр часто прерывал съёмку, добиваясь от Жана Маре, чтобы он не ходил вперевалку. Де Фюнес дома с удовольствием показывал близким характерную походку Маре, напоминавшую скорее движения Мэрилин Монро, чем актёра, играющего в приключенческом фильме. По поводу взаимоотношений Маре и де Фюнеса имеются довольно противоречивые свидетельства. Известно, что Маре от фильма к фильму трилогии всё более тяготился своей ролью и был недоволен тем, что в центре внимания всё больше оказывался персонаж де Фюнеса. С другой стороны, видимо, внешне Маре не проявлял в отношении комика какого-либо раздражения. Патрик де Фюнес в своих воспоминаниях писал, что их мать Жанна Бартелеми была крайне удивлена, когда в конце жизни Маре стал отрицательно высказываться в адрес её мужа, так как до этого ничто не омрачало их партнёрства на съёмочной площадке. Это свидетельство очень ценно, так как Бартелеми неизменно присутствовала на съёмках фильмов с участием мужа, помогая ему и отстаивая его интересы. Не упоминает о трениях и Оливье де Фюнес, который по настоянию отца сыграл роль младшего брата Элен в ленте «Фантомас разбушевался». Милен Демонжо позже вспоминала, что лично у неё сложились с де Фюнесом тёплые отношения. В то время он не был столь знаменит; кроме того, он ещё не жаловался на свое здоровье и не был раздражительным, как о нём впоследствии стала писать пресса. Актриса характеризует комика следующим образом: «Большая умница, выдумщик и хохмач. Мы проводили на съёмках много времени вместе, я могла часами его слушать». Про благожелательное отношение комика к другим актёрам позже вспоминал и Кристиан Тома.

### Места съёмок
Съёмки проходили с 15 июля по 7 сентября 1964 года. Фильм начинается со сцены, в которой автомобиль Rolls-Royce Silver Cloud III Фантомаса пересекает парижскую площадь Согласия и прибывает к Отелю де Сегюр на Вандомской площади — в нём размещается магазин Van Cleef & Arpels, где Фантомас мошенническим путём завладел драгоценностями, выдавая себя за лорда Шелтона. В Париже съёмки происходили также на улице Кастильон (1-й округ); проспекте Елисейских полей (8-й округ) и площади Наций (11-й округ). Кроме того, натурные съёмки осуществлялись в департаментах Валь-д’Уаз, Буш-дю-Рон и Жиронда.

## Прокат и сборы

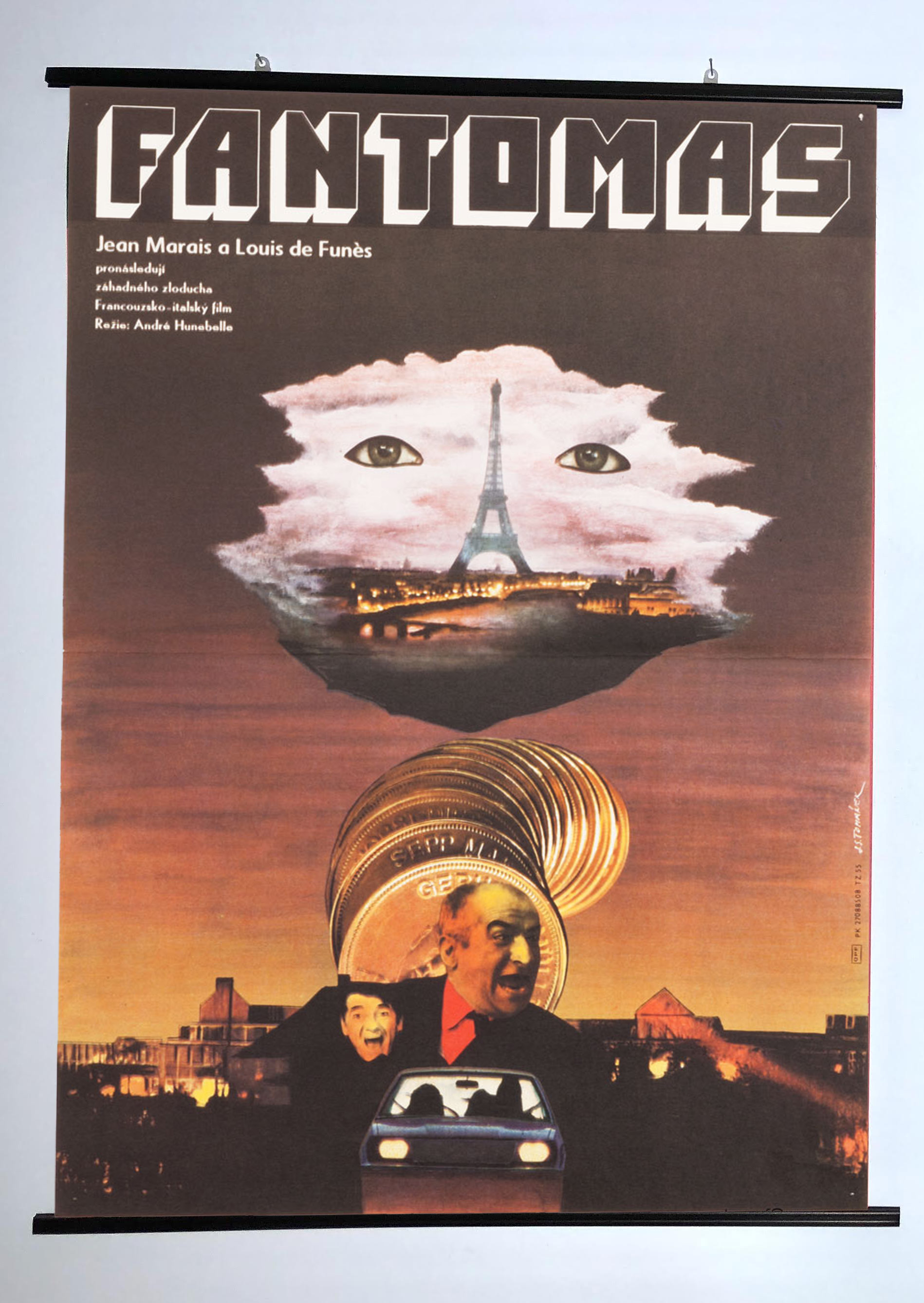
Чехословацкий постер фильма

Премьера во Франции состоялась в Париже 4 ноября 1964 года (разрешение № 24821). Выходу фильма на экран предшествовала массированная рекламная кампания, в которой акцентировалось внимание на комедийных моментах ленты, а также на том, что большую часть трюков Луи де Фюнес выполнил самостоятельно. На пресс-конференциях актёр отвечал по этому поводу уклончиво, что вызвало недовольство Жана Маре, действительно самостоятельно выполнившего большую часть трюков. Он расценил такое отношение как неуважение со стороны продюсеров и режиссёра. В итоге фильм стал пятым в стране за год по посещениям (на первом месте оказался «Жандарм из Сен-Тропе»): его посмотрели почти 4 500 000 человек, из них на Париж пришлось более 780 000 посещений. В США премьера состоялась 5 апреля 1966 года. В Италии фильм вышел под названием «Фантомас-70», его премьера состоялась в Риме 4 ноября 1964 года, и за время проката его посмотрели 2 600 000 зрителей.

### В СССР
В СССР фильм впервые был публично показан в Москве на Неделе французского кино в 1966 году, после чего было принято решение о приобретении его для проката в рамках широкого культурного обмена между двумя странами.

Шарль де Голль в 1966 году

Этому обмену способствовало улучшение франко-советских отношений, в частности, посещение в 1966 году Советского Союза президентом Пятой республики Шарлем де Голлем, который был известен своим уважительным отношением к «Великой России». Он стремился укрепить отношения между двумя странами и, проводя политику «национальной независимости», намеревался установить особые отношения с СССР. В 1960-е годы между странами был заключён ряд двусторонних договоров, в том числе долгосрочное торговое соглашение. По выражению министра иностранных дел СССР Андрея Громыко, отношения между странами в то время можно было охарактеризовать как «ветерок разрядки». В 1967 году было заключено соглашение о расширении франко-советских культурных связей. Этот договор предусматривал также обмен фильмами. В рамках такого сотрудничества картины Юнебеля попали на экраны Советского Союза: экранизация «Анны Карениной» с известной во Франции благодаря фильму режиссёра Михаила Калатозова «Летят журавли» актрисой Татьяной Самойловой была обменена на трилогию о Фантомасе.
Считается, что на выбор фильмов о Фантомасе для демонстрации в СССР могли повлиять и другие факторы. Жан Маре побывал в Москве и Ленинграде в 1961 году на Неделе французского кино и по возвращении во Францию высказал ряд тёплых слов в адрес русского гостеприимства и культуры, что произвело благоприятное впечатление на советские власти. На пресс-конференции он заметил, что к самым лучшим советским впечатлениям относит доброжелательную атмосферу, дружеские контакты с актёрами и то, что там ему никто не задавал идиотских вопросов. Эти слова были перепечатаны в советской прессе. К тому же в трилогии можно было усмотреть критику французской социальной действительности и институтов власти: «чиновники буржуазного госаппарата, от министра внутренних дел и комиссара Жюва до многочисленных полицейских, выставлены сборищем кретинов». В комнате Фандора стоит русская матрёшка, что можно было истолковать как знак симпатии либерального журналиста капиталистической газеты к СССР. С учётом этих факторов, несмотря на возражение со стороны Екатерины Фурцевой, занимавшей в то время пост министра культуры СССР, фильмы Юнебеля вышли на экраны СССР. Консервативно настроенная Фурцева пыталась противодействовать закупке Госкино таких «ужасных», по её мнению, фильмов, как трилогия о Фантомасе, «Великолепная семёрка», экранизации романов Анн и Сержа Голон об Анжелике. Несмотря на её сопротивление, эти фильмы всё-таки вышли в прокат СССР, где получили большую популярность.
Французская комедия вышла в советский прокат 3 июля 1967 года (р/у 215467), а её продолжение «Фантомас разбушевался» — 14 августа 1967 года (р/у 216967).
Фильм был дублирован на киностудии «Союзмультфильм» в 1967 году.
- Перевод — Евгений Гальперин
- Режиссёр — Георгий Калитиевский
- Звукооператор — Георгий Мартынюк
- Редактор — Зинаида Павлова

Для проката в СССР во всех фильмах были сделаны небольшие купюры.
Одним из наибольших впечатлений от фильма в советском обществе являлась непривычная демонстрация западного, то есть капиталистического, образа жизни. Зрителей, привыкших к «прогрессивным» западноевропейским картинам и кинематографии стран социалистического лагеря, поразил французский быт, роскошная обстановка, автомобили и привычки людей. Журналист Матвей Ганапольский, который смотрел «Фантомаса» в детстве, вспоминал, что это был фильм, «перевернувший всю советскую страну»: «Я впервые увидел, пусть в кино, что жизнь может быть удобной, красивой и даже роскошной». Кроме того, неискушённому зрителю, незнакомому с историей возникновения и эволюцией образа Фантомаса во французской культуре, было тяжело разобраться в контексте и художественных особенностях картины. Дело в том, что авторы фильма прежде всего обращались к французской аудитории, хорошо знакомой с эволюцией образа Фантомаса. Во Франции понимали, в чём заключается комический эффект фильма, почему персонажи представлены таким образом. В итоге советский зритель, лишённый начальной информации о предпосылках возникновения картины, воспринял её вне пародийного контекста. Российский литературовед и радиожурналист Иван Толстой объяснил различие в восприятии картины западным и советским зрителем следующим образом:
Мы же не знали, что были ещё десятки романов про Фантомаса Аллена и Сувестра. Мы не знали, что было огромное количество комиксов, да и само понятие комикса существовало в СССР только в «Веселых картинках». Мы не знали, что был Фейяд, что были сюрреалисты, которые интерпретировали фигуру Фантомаса самым разным образом. И советский зритель получил всё это… вот так отрывочно, вне контекста.
В СССР откровенно пародийные фильмы трилогии восприняли всерьёз, и они стали элементом местной культуры, что, по мнению российского критика Дениса Горелова, можно выразить следующим образом: «Инициал „F“ обратился в „Ф“».
Показ трилогии Юнебеля в СССР привёл к некоторым эксцессам в подростковой среде, вызвав как многочисленные розыгрыши, подражания, так и криминальные проявления. Это объясняют тем, что на афишах фильмов не было слова «кинокомедия», и пародийный «Фантомас» был воспринят подростками «на полном серьёзе». В сентябре 1967 года председатель КГБ УССР Виталий Никитченко докладывал первому секретарю ЦК Компартии Украины Петру Шелесту об отрицательных аспектах, вызванных комедией. Согласно оперативной информации, неизвестные представлялись Фантомасом, действовали от имени «Общества фантомасов», угрожали гражданам в письменном виде и телефонном режиме, звоня по случайному номеру и зловеще произнося: «Фантомас скоро придёт к вам!». Фильмы трилогии вызвали волну записок, листовок и надписей на стенах, заборах и т. д.; в этой серии распространившихся угроз одним из наиболее известных текстов стал «Мне нужен труп (вариант — мозг), я выбрал вас! До скорой встречи. Фантомас». Киновед Павел Гершензон писал, что после просмотра фильмов о Фантомасе «изрядный кусок земной поверхности оказался исписан, исчерчен, изрисован», а многие в СССР «упрямо, словно речёвку, словно параграф из физики твердили одно на всех и для всех»: «Мне нужен труп…». Некоторые подражатели оставляли свои автографы на месте краж и у разбитых витрин киосков, магазинов. В органах внутренних дел общий рост подростковой преступности объясняли тем впечатлением, которое производил фильм на подростков. Противодействие таким проявлениям осуществлялось не только на уровне применения административно-правовых мер, но и проведением пропагандистской и разъяснительной работы: так, в Горьком некоторое время в эфир местного телевидения выходила передача «Вас вызывает Фантомас», в которой разъяснялась недопустимость анонимных угроз. Также участились случаи, когда преступники скрывали свои лица за масками или натягивали на головы чулки. Наиболее резонансными преступлениями в этом отношении является деятельность банды братьев Толстопятовых, которая совершила ряд тяжких преступлений в Ростове-на-Дону в 1968—1973 годах, используя для маскировки чёрные чулки, в связи с чем получила прозвище «Фантомасы».
Некоторые из анонимок, написанных от имени Фантомаса, содержали антисоветские лозунги, призывы к свержению советской власти, в них иногда упоминался Адольф Гитлер, фигурировала свастика, в УССР прославлялся украинский национализм. Ярослав Антонюк на основании материалов, хранящихся в архиве Службы безопасности Украины, пришёл к выводу, что изменение общественного и государственного устройства, уничтожение коммунистической символики под прикрытием «фантомасов» чаще всего имели место в западных областях Украины, но не были редкостью и в других регионах республики: «Часть хулиганских выходок „фантомасов“ отражали увлечение уголовной культурой и, соответственно, различными формами психологического садизма. Эмоционально близкими к ним были неонацистские и антисемитские проявления». В итоге министр внутренних дел СССР Николай Щёлоков потребовал, чтобы начиная с 23 апреля 1970 года и «до особого распоряжения» вся трилогия была снята с показа. Тем не менее на периферии демонстрация фильма всё равно продолжалась. Запрет был снят в 1973 году, когда истёк семилетний срок проката первого фильма в СССР.
«Фантомас» стал одним из лидеров советского кинопроката, однако точные цифры установить крайне сложно. Согласно сведениям, собранным киноведом Сергеем Кудрявцевым, первый фильм трилогии в СССР посмотрели 45,5 миллиона зрителей, «Фантомас разбушевался» — 44,7 миллиона, а «Фантомас против Скотланд-Ярда» — 34,3 миллиона зрителей. Во французских справочниках количество посещений первого фильма оценивается даже в 60 миллионов. 
В СССР была распространена легенда, что всего было снято не три, а четыре фильма о Фантомасе. Этот «засекреченный» фильм получил у советской зрительской аудитории (прежде всего детской) несколько названий, и по слухам в нём Фантомас наконец снимал свою маску. Иван Толстой вспоминал, что в детстве посмотрел первый фильм, который ему казался вершиной киноискусства, около тридцати раз, и с нетерпением ожидал выхода четвёртого фильма с любимыми героями, а пересказ содержания этой мифической серии он бы не променял ни на какие подарки: «Мысль о том, что приключения обаятельного преступника обрываются, была невыносима, несовместима с жизнью десятилетнего мальчика».
По мнению российского киноведа Антона Долина, трилогия о Фантомасе приобрела в СССР и России особый статус, во многом благодаря «гениальному» дубляжу студии «Союзмультфильм», выполненному «одной и той же командой, одними и теми же голосами». Владимир Дружников, «по-настоящему героический актёр героических амплуа», озвучивал всех четырёх персонажей Жана Маре. Вместе с тем Андрей Шарый отмечал, что в советской версии, по сравнению с оригинальной, значительно теряется эффект, пропадает «магия Фантомаса», производимая голосом Реймона Пельгрена. Особую популярность приобрёл дубляж ролей Луи де Фюнеса, выполненный Владимиром Кенигсоном. Согласно легенде, когда французский комик услышал, как его озвучивает советский актёр, то сказал: «Не знал, что я такой хороший актёр». Персонажа Милен Демонжо озвучивала актриса Татьяна Конюхова. Как отмечает Долин: «Были и другие прекрасные профессиональные актёры дубляжа, но, конечно, эти трое, прежде всего, создали того русского „Фантомаса“, как мы его знаем, как мы его себе представляем», что позволяет говорить о нём как о «российском или, скажем точнее, советском фильме».

### Домашние издания
Релиз фильма на видеокассетах произведён во Франции в конце 1970-х. В Италии, ФРГ, в Европе и других странах фильм выпускался с разными дубляжами. В начале 2000-х годов фильм оцифрован и выпущен на DVD с дополнением (трейлер, фотогалерея, фильмография). Фильм также выпускался на видеокассетах и в социалистических странах с разными дубляжами, например: в СФРЮ — с сербскохорватским дубляжем. В СССР в 1980-е годы советская прокатная копия фильма была выпущена «Видеопрограммой Госкино СССР» на видеокассетах. Помимо этого, в странах бывшего Союза картины Юнебеля распространялись на VHS в одноголосых закадровых переводах Леонида Володарского, также в России в 1990-е — в переводе Романа Янкилевича и других. В России в 1999 году версия фильма с советским дубляжем была перевыпущена на видеокассетах фирмой «ОРТ-Видео», а в 2000 году фирмой «Светла». На DVD фильм был выпущен в Австралии. Отреставрированная версия фильма в хорошем качестве изображения и звука, а также с русской дублированной и французской звуковыми дорожками выпущена на DVD в России компанией «Деваль Видео». Также выпускался на DVD и с многоголосым закадровым переводом, причём со звуком Dolby Digital 5.1 (на коллекционных DVD других звуковых дорожек и субтитров нет). 27 марта 2008 года студия «Союз Видео» в серии «Классика французского кино» выпустила версию фильма с дубляжем киностудии «Союзмультфильм». 30 апреля 2019 года в регионе A фирмой Kino Lorber выпущено издание трилогии на диске blu-ray, в которое также вошли три фильма Юнебеля об Агенте 117: «ОСС 117 разбушевался», «Ва-банк в Бангкоке для ОСС 117», «ОСС 117: Гнев в Байе», а также криминальная драма Анри Вернёя «Сицилийский клан».

## Художественные особенности

### Соотношение с первоисточниками
Несмотря на то что в начальных титрах заявлено, что романы о Фантомасе являются основой фильмов, и им предпослано следующее указание: «Месье Марсель Аллен разрешил использование своих идей», — адаптация 1960-х годов далеко отошла от оригинала и предыдущих фильмов. Фильм задумывался как откровенно комедийный, о чём недвусмысленно свидетельствуют слоганы рекламной кампании: «Посмотреть на Фантомаса и помереть со смеху» (фр. Voir Fantômas et mourir de rire), «Фантомас — главный враг ваших повседневных забот» (фр. Fantômas, l'ennemi public no 1 de vos soucis quotidiens). Трудно выделить, какой именно конкретный роман из серии романов положен в основу фабулы фильма, так как его сюжет представляет собой скорее непринуждённую гротескно-комедийную фантазию на «заданную тему», построенную из драматических, ироничных и маскарадных сцен по определённой схеме, которая стала использоваться и в двух последующих фильмах. С другой стороны, отмечается, что режиссёр подробно изучил пенталогию Луи Фейада, подражая стилю своего предшественника и в гротескной манере отображая выдержанные в фарсовой стилистике драматические сцены этих немых фильмов. По мнению Андрея Шарого, трилогия выдержана в лучших ироничных традициях французского кинематографа: «Юнебель то и дело цитирует своего знаменитого предшественника, иногда прямо отправляя зрителя к персонажам полувековой давности». К отсылкам и цитатам из немого сериала можно отнести следующие эпизоды: для иллюстрации фейкового интервью с Фантомасом Фандор фотографируется на кладбище в образе персонажа, созданного Рене Наварром; Фантомас оставляет на месте преступления и для устрашения свои визитные карточки, на которых проступает его имя; спутником преступника является такая же печальная, но ещё и безмолвная, ревнивая, злопамятная и мстительная леди Бельтам; говоря о гибели её мужа, вспоминают о «трупе в зелёном чемодане»; высшее общество и через пятьдесят лет склонно к участию в балах-маскарадах, на которых находятся замаскированные полицейские, столь же неуклюжие, как и у Фейада. Некоторые критики усматривают у авторов фильма осознанную «демистификаторскую» концепцию, отличную от романов и фильмов-предшественников. У Юнебеля эта линия приобретает ярко выраженный гротескный, карнавальный характер: «Она тяготеет к манере комедии абсурда, и если не доходит до крайних степеней алогизма, то лишь потому, что это могло отпугнуть часть зрительской аудитории».
Вместе с тем, жестокие криминальные привычки осовремененного Фантомаса отошли на второй план и оказались ослаблены. По сравнению с литературным прототипом и предыдущими киновоплощениями в комедиях Юнебеля жестокий и мстительный злодей предстал в сниженном, комичном образе, он менее способен напугать искушённого зрителя. Его неизменная маска уже не так пугает, а иногда вызывает улыбку, утратив свой характерный и привычный тёмно-чёрный цвет. Лицо Фантомаса стало серым, а при определённом освещении приобрело зеленоватый оттенок. Несмотря на общее следование сюжетной схеме романов, в серии фильмов 1960-х годов она приобретает иное значение, так как в книгах Фантомас, хотя неизменно терпел поражение в финале, физически оставался жив и продолжал творить кровавые преступления. По наблюдению советского критика Отара Тенейшвили, ничего подобного в кинотрилогии не сохранилось, так как у создателей были другие задачи, не направленные на то, чтобы пугать обывателей, как это изначально было заложено в романах. В итоге на экране образ безжалостного «человека без лица» и его злодеяния предстали в облике условностей «детской игры». С этой точкой зрения согласны и другие авторы. Осовремененный Фантомас в основном лишь пугает кровожадной безжалостностью, убивает гораздо реже и бескровно, перчаток из человеческой кожи своих жертв не делает, а лишь копирует их. Фантомас, представляющий собой воплощение «абсолютного зла», как и ранее, вездесущ, его не могут остановить никакие преграды, он может принять какой угодно облик при помощи искусных эластичных масок. Иногда даже у него неожиданно проявляется юмор, и тогда он шутит, называя себя «самым безобидным человеком на свете». Кроме того, изменены характеры других персонажей и их биографии. Например, Элен в романах является дочерью Фантомаса, а в фильме он желает заполучить её в любовницы. В фильмах Юнебеля на службу Фантомасу поставлены достижения науки и техники, такие как портативный телевизор, научная лаборатория, бронированный автомобиль, подводная лодка и т. д.

### Образы главных героев

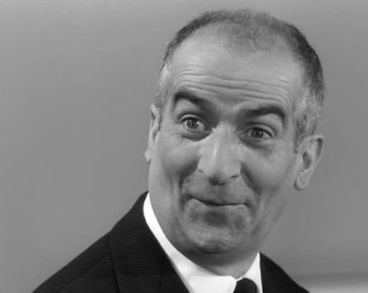
Луи де Фюнес в 1965 году

Экранный акцент с суперпреступника Фантомаса сместился на комичного Жюва, который из простого инспектора стал комиссаром французской полиции, представ, благодаря концепции авторов фильма и комедийному таланту де Фюнеса, в образе вздорного, неугомонного глупца с замедленной сообразительностью. Если в романах инспектор Жюв является примером честного и умного полицейского, обладающего дедуктивными способностями, то в фильмах Юнебеля он представлен в совершенно своеобразном облике. По наблюдению российского историка Кирилла Юдина, то, что трагикомический «неистовый комиссар», несмотря на свою «доходящую до гротеска неуравновешенность, импульсивность, самоуверенность, тщеславность, амбициозность», потеснил Фантомаса и Фандора в исполнении Маре, которому первоначально была предназначена центральная роль, иллюстрирует постоянный конфликт между «абсолютным злом», обладающим «полусверхъестественным криминальным умом», и усердностью «типичного полицейского», призванной воплощать в себе «земные», человеческие возможности. Критики Ирина Янушевская и Виктор Дёмин отмечали, что Жюв в исполнении де Фюнеса не внушает ни страха, ни уважения. Он утратил свои неизменные усы и обзавёлся характерной лысиной актёра. Экранный Жюв стал совершенно самостоятельным персонажем, c другим мифологическим содержанием и смыслом: «К прежнему упрямству и бешеной энергии добавились вздорность, крикливость, к дальновидности и изворотливости — способность в решающий момент неловким движением расстроить собственные планы». По наблюдению тех же авторов, комиссар персонифицирует в своём образе обычного человека, нас с вами: «Это карикатура на нашу собственную прозорливость и неловкость, на наше детское нетерпение и пустую, зряшную деловитость». Несмотря на постоянно сопровождающие Жюва насмешки окружающих, он стоически выносит их, что обусловлено его упорным стремлением любой ценой одержать победу над Фантомасом: «Поэтому проклятия комиссара в финале каждой сцены, где знаменитый преступник с легкостью уходит от полицейского преследования, звучат как обещание новых приключений». Те же авторы указывали, что трилогия Юнебеля построена на «элементарной формуле» противопоставления коварного Фантомаса и недалёкого Жюва, по которой можно «лепить один фильм за другим»: «Только б позамысловатее были наивные расчёты Жюва, поглупее — их неожиданный срыв, посмешнее — все эти ужимки де Фюнеса, хлопающего себя по лбу, раздающего оплеухи подчинённым, прикусывающего в отчаянии свою грандиозную губу или растягивающего рот до ушей в идиотски-зловещей улыбке».
Российский семиотик Вадим Руднев анализировал кинотрилогию, привлекая философские и психоаналитические категории из аппарата Жака Лакана, Михаила Бахтина и Альфреда Адлера. По его оценке, только на первый взгляд трилогия о Фантомасе кажется обычной криминальной комедией, представляя собой экзистенциальные фильмы, которые в сфере сюжетных превращений не имеют себе равных. Руднев обращает внимание на карнавальные мотивы фильмов, так как превращение является одной из функций маскарада, а Фантомас, Фандор и Жюв, по его мнению, олицетворяют реализацию лакановского противопоставления Реального, Символического и Воображаемого. Фантомас — это Реальное, оно отражает абсолютное зло, которое не обладает собственной телесной сущностью и вынуждено находить себе какую-то физическую форму, тело. Поэтому Фантомас постоянно меняет маски, «надевает» тела других людей, «закрепляет» себя на письме, оставляя визитную карточку на месте преступления. Такие действия являются иллокутивным самоубийством, поскольку подобная запись сама себя зачёркивает. Фандор в этой триаде представляет собой Символическое, призванное противостоять хаосу. Однако Фандор не только является антагонистом Фантомаса, но и тесно соединён с ним, как Реальное иногда сливается с Символическим. Эти персонажи фильма фактически — близнецы и братья, между которыми с самого начала устанавливается соперничество. Руднев полагает, что самую главную роль в трилогии играет Жюв, погружённый в сферу Воображаемого, в повседневную жизнь. Без этого персонажа фильма не было бы, а его превращения носят исключительно бытовой и сюжетообразующий характер. По наблюдению Руднева, Жюв является антитезой Фантомаса в том же отношении, как Воображаемое противостоит Реальному, повседневное — непостижимому. Образ главного антагониста фильма несомненно реализует комплекс неполноценности, введённый Адлером, который в первую очередь предоставляет Фантомасу «гиперкомпенсацию в жажде власти над миром». Но на своём глубинном уровне Фантомас продолжает оставаться воплощением Реального во всех фильмах трилогии, его невозможно «догнать и поймать, как нельзя догнать и поймать самого себя».

### Комедийно-пародийный характер
Отари Тенейшвили отмечал, что трилогия Юнебеля отразила общие тенденции развития французского кинематографа, в котором в 1960-е годы явственно стали преобладать фильмы детективного жанра, занимая около 50 % просмотров в кинотеатрах. Однако детективы зачастую приобретали ярко выраженные комедийные элементы, что получило во французской критике определение «диффузия жанров». С учётом роста популярности комедийных картин, их характерные особенности начинают проникать в другие кинематографические жанры. В частности, этот процесс затронул так называемые «чёрные» детективы, для которых стандартная победа полиции или частных детективов над разнообразными злодеями уже вовсе не является обязательной: «Фантомас, например, вот уже сколько лет остаётся недосягаемым для закона».
Советский сценарист и критик Михаил Блейман отнёс экранизацию к откровенно пародийным фильмам, но, в отличие от одного из главных объектов иронии — картин о Джеймсе Бонде, комизм в фильме Юнебеля является намеренным, и он сразу понятен зрителю:
Авторы фильма смеются и над своими героями и над тем зрителем, который захочет воспринять всерьёз умопомрачительные приключения Фантомаса и комиссара Жюва. Нелепость характеров задана. Адский смех Фантомаса, которым он празднует свои победы над противниками, вызывает улыбку зрителя. Вздорность великого сыщика комиссара Жюва подчёркивается и в ситуациях и в характере актёра.
Картина стала пародией не только на романы Сувестра и Аллена, но и на серию фильмов о Джеймсе Бонде. С точки зрения советского и российского историка кино Наума Клеймана, герой фильмов о Джеймсе Бонде является «позитивной параллелью» Фантомасу, но с правом на убийство. Кроме того, многочисленные технические изобретения, которые использует преступник в своей криминальной деятельности, служат британскому суперагенту на его, якобы, благородном пути. По наблюдению Андрея Шарого, если смысловой параллелью паре Фантомас — инспектор Жюв в начале XX века соответствовал Шерлок Холмс со своими противниками, то во второй половине XX века это место занял Джеймс Бонд и те злодеи, которые ему противостоят. По его наблюдению, в трилогии Юнебеля фильмы «бондианы» являются объектом постоянной насмешки. Если создатели фильмов о британском секретном агенте придавали им ироничный характер в стиле экшн, то французский режиссёр, «высмеивая даже иронию, продвинулся ещё дальше, до открытой буффонады». Предполагается, что, в том или ином виде, в фильме Юннебеля не обошлось без отсылок к криминальной комедии Блейка Эдвардса «Розовая пантера», вышедшей на экраны на год раньше французской картины. Хотя, возможно, это влияние обусловлено тем, что схема отношений двух главных героев восходит к общей литературной основе, а в образе Фантомаса усматривается воздействие такого популярного детективного персонажа, как «джентльмен-грабитель» (например, Арсен Люпен Мориса Леблана или Раффлс Эрнеста Уильяма Хорнунга). Британский кинокритик и писатель Ким Ньюман указывает на то, что романы Аллена и Сувестра вдохновили создателей серии фильмов о незадачливом инспекторе французской полиции Жаке Клузо. Эта схема в общих чертах воспроизведена уже в первом фильме 1963 года из серии о «Розовой Пантере». Таким образом, подчёркивает Ньюман, в фильмах Эдвардса Фантомасу соответствует сэр Чарльз Литтон («Призрак» — «The Phantom») в исполнении Дэвида Нивена, а инспектор Жюв стал инспектором Клузо в исполнении Питера Селлерса.
Важной составляющей фильма является то, что в оригинальной версии персонажи в исполнении Жана Маре говорят голосом актёра Реймона Пельгрена. Во французском варианте художественный эффект достигается благодаря глубине и реалистичности голоса, не являющегося карикатурным, а, наоборот, представляющего сверхпреступника в его ужасном обличье, что вступает в противоречие с визуальными и сюжетными особенностями фильма, имеющими комедийный характер. Пародийность фильма не могла быть до конца понята широкой советской аудиторией, но была очевидна для подготовленного зрителя, в частности, для студентов филологических, художественных и кинематографических высших учебных заведений, которые могли в процессе франко-советских культурных связей познакомиться с романами, комиксами и сериалом Фейада. Наум Клейман, после окончания ВГИКа в начале 1960-х годов работавший в Госфильмофонде, где он и его друзья познакомились с первой экранизацией романов Сувестра и Аллена, воспринимал трилогию в том же ироничном духе, как это было задумано его создателями. Он и его друзья оценивали эти фильмы как более весёлое и развлекательное зрелище, чем это было доступно для понимания в широких кругах советских зрителей: «Мы понимали границы дарования этого режиссёра, но отдавали должное какой-то выдумке чисто дизайнерской, смешному перевоплощению Жана Маре, который, конечно, пародировал самого себя, красавца у Жана Кокто».

### Музыка
Композитором картины стал Мишель Мань, получивший академическое образование и создавший за время своей работы в кино музыку к более сотни французских фильмов. Он ранее уже имел опыт совместной работы с Юнебелем и продолжил с ним сотрудничество в дальнейшем. Пик его карьеры пришёлся на 1960—1970-е годы. К наиболее известным его работам в кино относится музыка к серии фильмов об Анжелике режиссёра Бернара Бордери и трилогия о Фантомасе Юнебеля. В 1962 году композитор приобрёл Шато д’Эрувиль недалеко от Парижа, реконструировал часть замка и открыл в нём современную звукозаписывающую студию. В 1969 году пожар в северном крыле замка уничтожил большую часть записей и партитур композитора. К этому времени был выпущен один диск с саундтреком к фильму «Фантомас разбушевался» с четырьмя композициями. В 2001 году композитор Раймон Алессандрини сумел воссоздать звуковое сопровождение трилогии о Фантомасе. После этого саундтрек к этим фильмам был записан на компакт-диск под названием «Fantômas / Fantômas Se Déchaîne / Fantômas Contre Scotland Yard (Bandes Originales Des Films De André Hunebelle)», который включает в себя 27 композиций. В 2004 году российская компания «АРК-Систем Рекордз» выпустила диск «Музыка из кинофильма Fantomas», состоящий из 24 треков.
По оценке киноведа Антона Долина, Мишель Мань является одним из лучших кинокомпозиторов французского коммерческого кино, не только не уступающим по таланту прославленному Жоржу Делерю, но даже в некотором отношении его превосходящим. По его мнению, музыка к трилогии Юнебеля «совершенно потрясающая».

## Критика

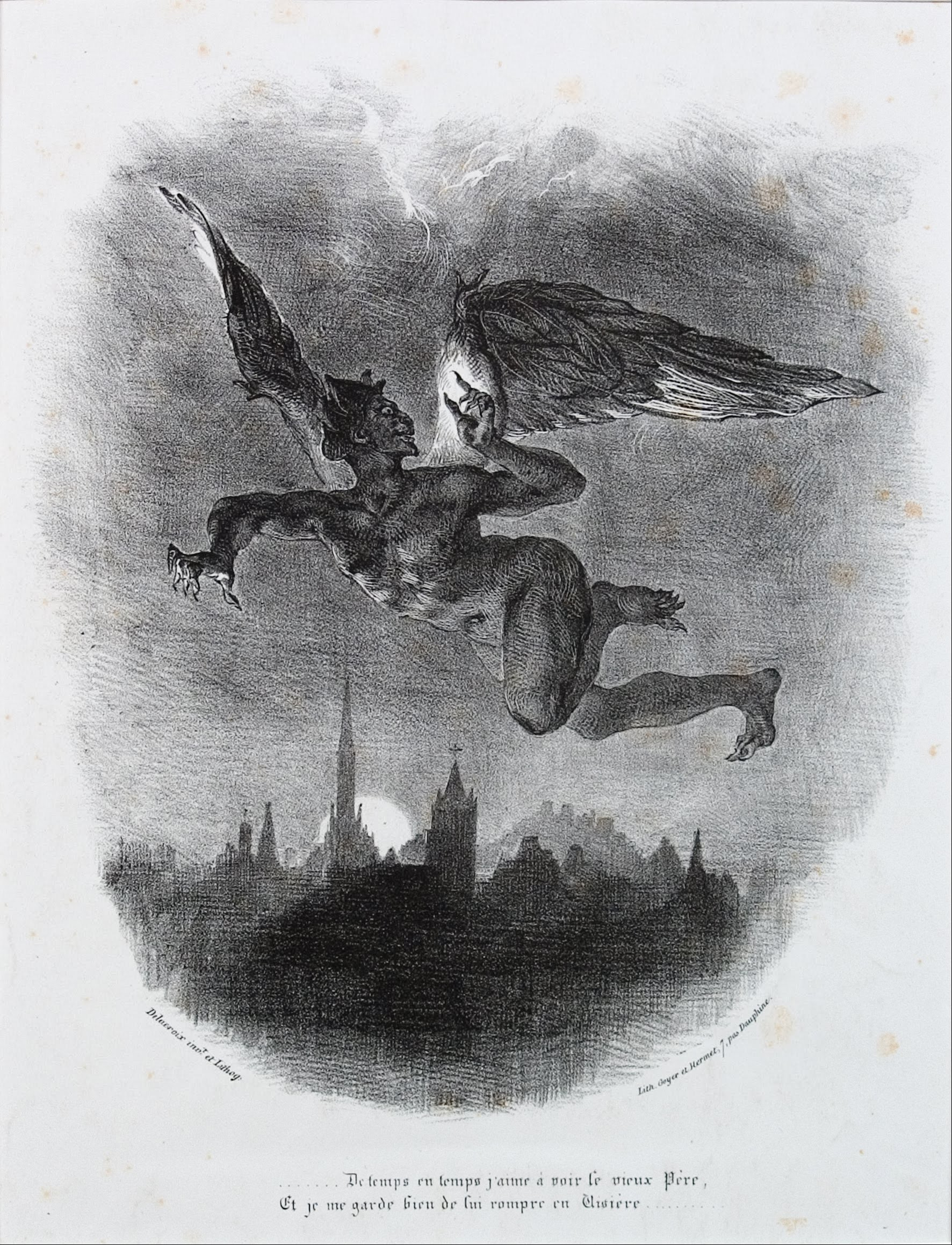
Зловещий Мефистофель пролетает над Виттенбергом в литографии Эжена Делакруа, 1828

Кинотрилогия Юнебеля возродила у массовой публики интерес к образу Фантомаса, но вызвала неоднозначную реакцию у критики и поклонников серии романов Сувестра и Аллена. Кирилл Юдин констатировал, что об этой серии фильмов выражаются крайне противоречивые мнения от «восторженных, хвалебных откликов, до злорадства и критического „зуда“ оппонентов кинематографа „новой волны“». Её ведущие представители Франсуа Трюффо, Жан-Люк Годар, выступавшие против засилья коммерческого кино, считали, что «Фантомас» Юнебеля «может опорочить французский кинематограф на весь мир». Некоторые солидные французские кинематографические издания вообще избегают упоминания этих фильмов . По наблюдению историка и бывшего многолетнего президента «Общества друзей Фантомаса» (фр. Société des Amis de Fantômas) Доминика Калифа, Юнебель отошел от интеллектуальной и авангардной составляющей, которую усматривали в книгах и фильмах о Фантомасе сюрреалисты, но остался верным изначальному духу романов Сувестра и Аллена. Эти книги приобрели широкую популярность, однако являются непритязательными в художественном отношении. Фильмы трилогии имели огромный успех у публики, но консервативно настроенные критики отрицательно относятся к Юнебелю, так как ему присущи многочисленные вольности в отношении литературной основы его многочисленных экранизаций. Калифа, несмотря на критику, считает, что режиссёр сумел кинематографическими средствами, в общем и целом, верно передать творческий метод авторов книг о Фантомасе, «пересказав» бульварный роман, которому, как и народной сказке, уготовано быть переложенным на свой лад. Лоик Артьяга и Матьё Летурнё, исследовавшие эволюцию культурного «мифа» о Фантомасе, отмечали, что в этой постановке комиссар Жюв де Фюнеса стал центральной фигурой фильма, оттеснив на второй план Фантомаса Жана Маре, а комедийно-пародийная линия значительно усилена. В результате трилогия Юнебеля воспринимается как фильмы не о Фантомасе, а о де Фюнесе. По мнению исследователей, к одной из удач фильма можно также отнести эластичную маску Фантомаса, которая как нельзя кстати подходит для передачи «монструозности гения зла».
Антон Долин считает, что эволюция кинообраза Фантомаса характеризуется тем, что он складывался постепенно и посредством своеобразных «волн»: «Была „волна“ 1920-х годов, 1930-х годов, 1950-х годов, 1960-х годов, 1970-х годов». По его мнению, три фильма Юнебеля составляют единое целое. Он также отмечает, что подобные комедийные фильмы в целом присущи французскому кинематографу, а вот в советском они отсутствовали, и поэтому трилогия Юнебеля произвела такой эффект. Критик видит только один советский фильм, который приблизился к эстетике Фантомаса, — это «Бриллиантовая рука» Леонида Гайдая. По наблюдению Долина, эти бурлескные комедии построены на основе криминального, практически детективного сюжета. Несмотря на такую общность, корни у французских фильмов и советской комедии очень различные.

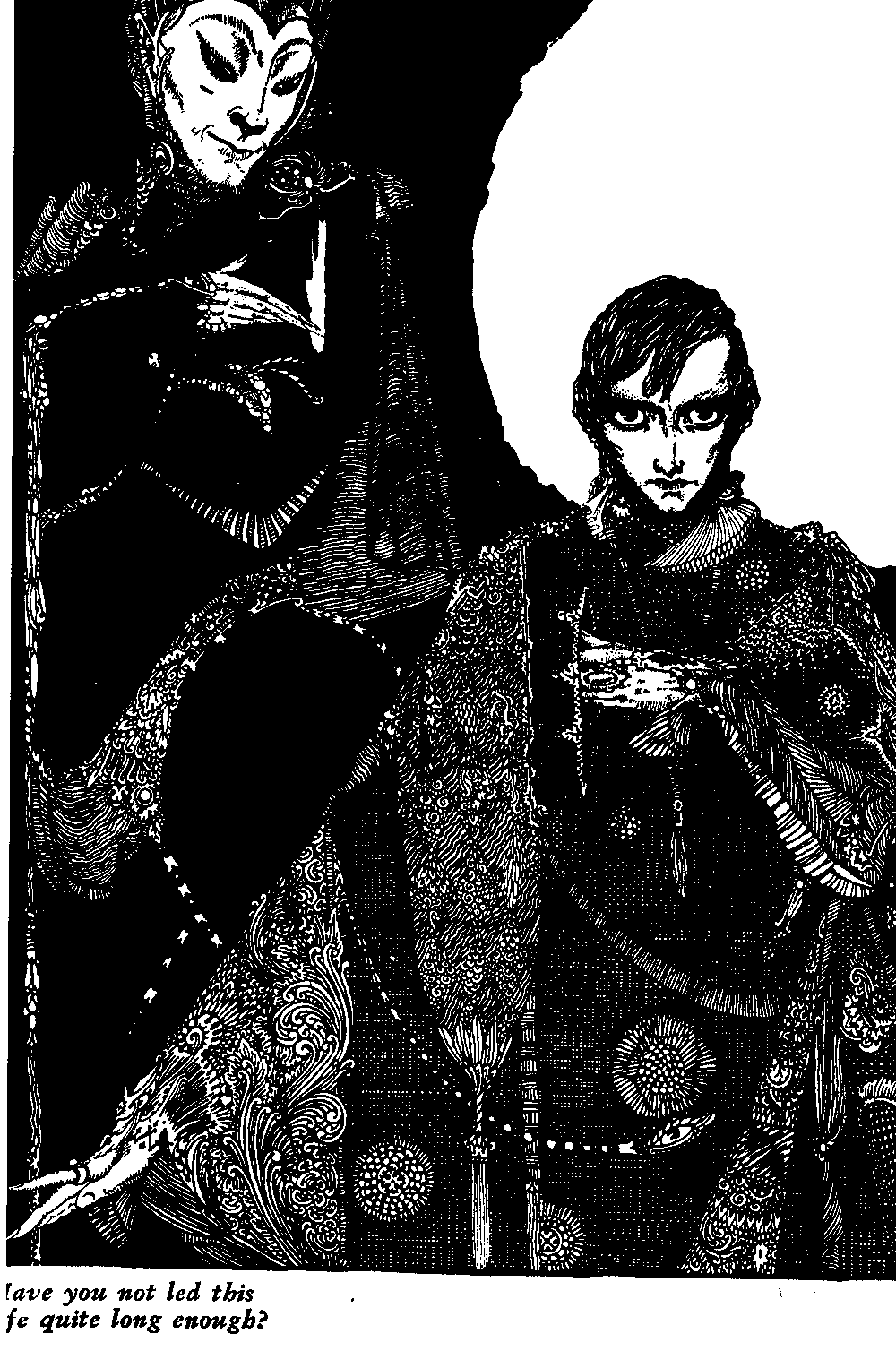
Иллюстрация Гарри Кларка к Фаусту Гёте, 1925

По мнению критика Дениса Горелова, фильм представляет собой осовремененную и шаржированную историю Фауста и Мефистофеля, которые «сцепляются над Европой на высоте башенного крана». В отличие от литературного первоисточника, в картине Фантомас показан в клоунском виде: «деревянно бегал, деревянно хохотал, носил резиновое лицо и бился с де Фюнесом», утратив свой авторитет и вселяющий страх образ. Также в критике высказывалось мнение, что комедийная трилогия Юнебеля стала не апофеозом образа супергероя-злодея, заключающего в себе абсолютное зло, а фактически его «идеологической смертью». Немецкие критики Рональд М. Хан и Фолькер Янсен также останавливаются на трансформации образа ужасного преступника. Они отмечают комедийный характер фильма, великолепный актёрский состав и неподражаемого де Фюнеса, для которого участие в этой постановке стало настоящим прорывом, сделав его первым французским комиком. Отари Тенейшвили критиковал фильм за схематичность и следование невзыскательным вкусам зрителя. Критик писал, что предельная лёгкость восприятия сводит фильм к тому, что в нём отсутствует не только какая-либо мысль, но даже сюжет. По его оценке, легковесность сценария прямо соответствует режиссёрскому видению и принципам его работы. Он характеризует работу Юнебеля как не очень увлекательную, но в то же время её нельзя назвать и скучной, а скорее, даже «забавной и весёлой». По его оценке, режиссёр безусловно является опытным кинематографистом, но не выделяется своей оригинальностью, и каких-либо творческих удач от него требовать не стоит. Однако в области коммерческого кино, в частности в жанре приключенческого боевика, он достиг несомненного успеха у публики. Тот же автор отмечает, что широкое признание у зрителей во многом обусловлено актёрским ансамблем, в котором выделяются Маре, де Фюнес и Демонжо: «Маре романтически борется и прыгает с крыш, де Фюнес смешит, Демонжо „прельщает взоры“, и в общем все трое дают рядовому зрителю то, что он от них ожидает». Юрий Богомолов выделял у Юнебеля способность создавать картины, которые ещё на этапе их замысла уже обречены на зрительский успех. Советский критик отмечал, что режиссёра безусловно нельзя причислить к категории новаторов, но он и не претендует на роль «проблемного» художника: «Юнебель честно и небесталанно развлекал зрителя, совершенно точно зная, что может этого зрителя заинтересовать в данный момент». Именно к таким фильмам относится и комедийно-пародийная серия «Фантомас», с которой постановщик достиг очередного, «вычисленного заранее» и, как представляется, наиболее значительного своего успеха.
Что касается авторов фильма и причастных к его созданию, то их мнения разделились. Юнебель говорил, что хотя он снял множество успешных фильмов, такого признания у него в карьере ещё не было, и такой успех у публики он не может постигнуть до конца. Жан Маре, недовольный характером постановки и своей второстепенной ролью, называл трилогию «дурацким сериалом, который может запятнать всю биографию». В своих мемуарах прославленный актёр избежал её упоминания и говорил, что из него «там сделали идиота». Де Фюнес, напротив, считал съёмки в трилогии большой удачей, а созданный им образ недалёкого комиссара наиболее выигрышным из своих комических работ. Советские киноведы Михаил Долинский и Семён Черток отмечали, что участие Луи де Фюнеса придало трилогии ту необходимую степень ироничности, без которой экранизация романа начала XX века предстала бы весьма странной и устаревшей, несмотря на применение новейших достижений техники и кинематографической индустрии, в частности. Милен Демонжо называет трилогию культовой, выделяя её из своей фильмографии.

## В культуре
На волне успеха первого фильма во французском и зарубежном прокате Юнебель снял продолжение — «Фантомас разбушевался» и «Фантомас против Скотланд-Ярда». Он даже планировал не менее десяти фильмов серии. С учётом популярности в СССР рассматривался вопрос о съёмках четвёртого фильма — «Фантомас в Москве» (фр. Fantômas à Moscou). Однако Жана Маре уже тяготила его роль и то, что ведущее место в картинах было отведено персонажу де Фюнеса. Кроме того, третий фильм оказался менее успешен в прокате, критика упрекала Юнебеля в стереотипности, схематизме, кинематографических штампах. Свою роль сыграло и отсутствие необходимого финансирования.
Свидетельством значительной популярности кинотрилогии Юнебеля служит множество товаров, созданных под её впечатлением. В продаже появились костюмы Фантомаса и его атрибуты, миниатюрные фигурки, школьные тетради и коробки для карандашей с его изображением и т. д. Маски а-ля Фантомас и через несколько десятилетий после выхода фильмов пользуются известностью, их надевают на праздники (например, Хэллоуин), карнавалы и т. д. С середины 2010-х годов на китайских пляжах получили распространение женские маски, предохраняющие лицо от чрезмерного загара, смога, насекомых, медуз — фейскини (англ. facekini; букв. «бикини для лица»). Такая пляжная мода стала сравниваться с маской Фантомаса, и, соответственно, женщин, носящих фейскини, зачастую стали называть «фантомасами».

«Fantômas» — дебютный студийный альбом одноимённой супергруппы Майка Паттона

В литературе отмечается, что трилогия Юнебеля сумела подогреть интерес к образу Фантомаса во многих странах мира. Например, в Италии во второй половине 1960-х годов появилась целая серия бульварных изданий с подобными героями и сюжетами. В 1966 году чешский режиссёр Борживой Земан снял комедию «Призрак замка Моррисвилль». В ней объектом пародии стал в том числе и французский фильм, а её главный герой сэр Ганнибал Моррис так же искусен в перевоплощениях и исчезновениях, как Фантомас. В чешском сказочном сериале «Арабелла» Фантомас представлен в образе положительного персонажа — главы Страны Сказок для взрослых, защитника влюблённых; в продолжении сериала — «Арабелла возвращается, или Румбурак — король Страны Сказок» главный антагонист сериала — Румбурак — превращается в Фантомаса, что противоречит традиции, так как именно Фантомас превращается в других людей. В 1969 году южнокорейский режиссёр Чон Чхан Хва снял в Гонконге ремейк французского фильма под названием «Искусительница с тысячью лиц» (англ. Temptress of a Thousand Faces), в котором аналоги персонажей Фантомаса и Фандора являются женщинами. В 1998 году американский музыкант Майк Паттон основал рок-группу «Fantômas», дебютный альбом которой посвящён комиксам, а обложка альбома копирует испанский постер французского фильма 1965 года «Фантомас разбушевался». В 1990 году ленинградский музыкальный коллектив «Буква О» выпустил альбом «Смех Фантомаса», а через несколько лет группу «Фантомаз» собрал музыкант Кирилл Булыгин. Персонажу фильма посвящены песни групп «Клиника», «Маша и медведи», «Бригада С».
В силу популярности трилогии Юнебеля в СССР и впоследствии на постсоветском пространстве его герои прочно вошли культурный обиход и отразились во многих общественных явлениях. Фантомас фигурирует в советском фильме «Семь стариков и одна девушка» (1968), где появляется в сновидении одного из героев — инкассатора Анисова, который задремал в кинотеатре на фильме Юнебеля. В детективном фильме «Анискин и Фантомас», вышедшем на экраны в 1973 году, отражено то воздействие, которое оказал французский фильм на детско-подростковую аудиторию. Советская лента была второй частью трилогии о деревенском участковом из глубинки Анискине (Михаил Жаров) и основывалась на книге писателя Виля Липатова. В ней милиционер изобличал киномеханика, подговорившего подростков, оказавшихся под впечатлением от фильмов «Фантомас» и «Фантомас разбушевался», надеть чёрные маски-чулки и ограбить кассира.
Трилогия о Фантомасе пародируется в советском музыкальном телефильме «Волшебный фонарь» (1976), в котором главные роли сыграли Геннадий Хазанов (комиссар Жюв), Эммануил Виторган (Фантомас), Наталья Селезнёва (Элен), Юрий Волынцев (Фандор). В 2007 году российская кинокомпания «НОМфильм» сняла пародийный фильм «Фантомас снимает маску», где речь идёт о якобы имевшей место четвёртой серии фильма о Фантомасе, легенда о существовании которой бытовала среди советских зрителей.

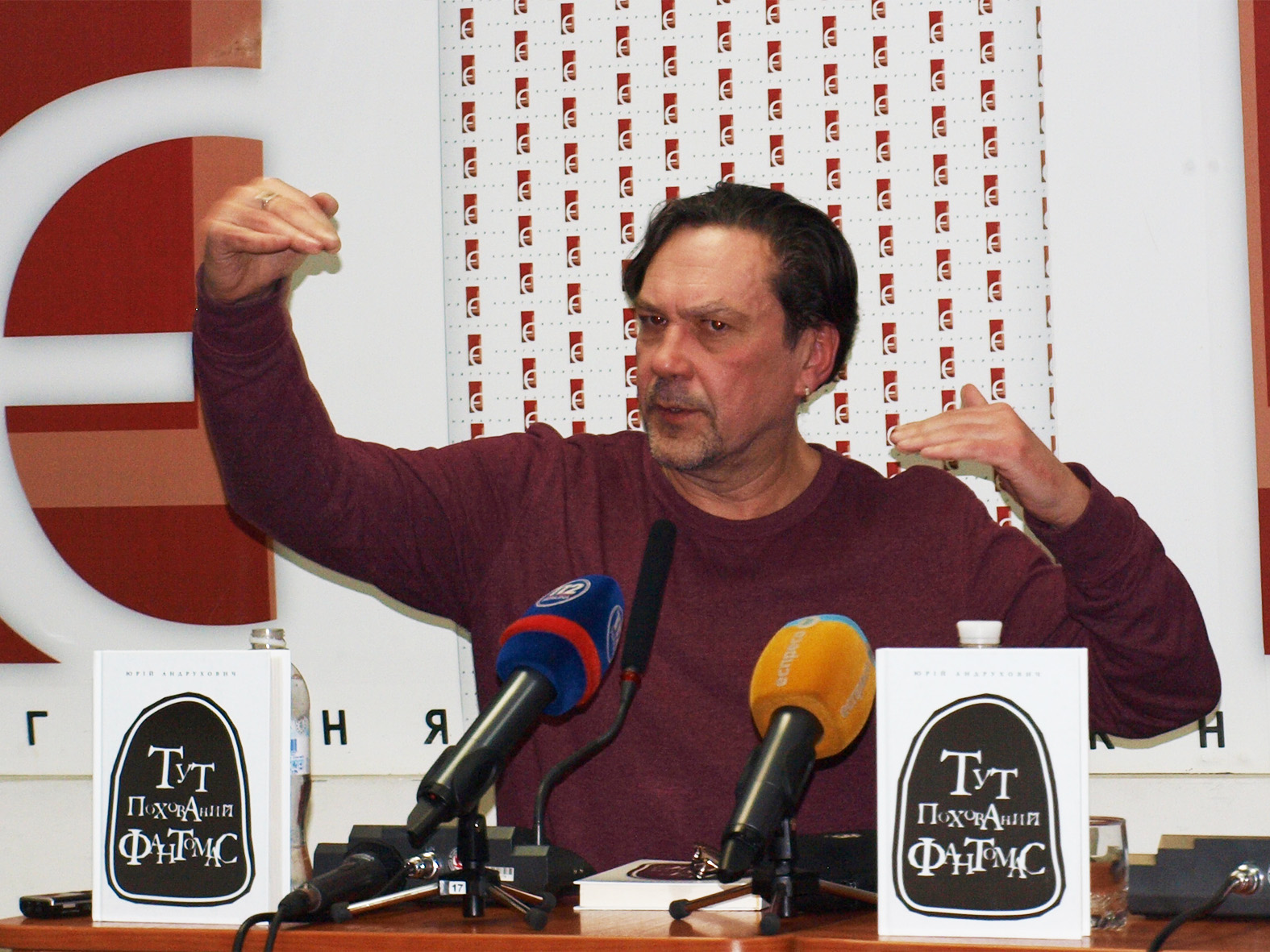
Презентация книги Юрия Андруховича «Здесь похоронен Фантомас». Киев, 2015

Распространение угрожающих и шуточных надписей, записок от имени «Гения Зла» обыгрывается в рассказе «Фантомас» детского писателя Виктора Драгунского, изданном в 1968 году и входящем в цикл «Денискины рассказы». По сюжету когда детям уже надоело играть в подкладывание записок с шуточными угрозами, во дворе «разбушевался ещё один Фантомас», который стал адресовать такие записки учителю русского языка. Они были составлены с грубыми орфографическими ошибками, и учитель стал исправлять, выставлять оценки и вешать записки обратно на свою дверь, чтобы его анонимный адресат смог забрать их обратно. В итоге у них завязалась своеобразная переписка, благодаря чему новоявленный «фантомас» смог улучшить свою грамотность и успешно написал диктант по русскому языку. В 1970 году этот рассказ вышел в одноимённом авторском сборнике. В эссе «Жан Марэ: весь Париж» из книги «Священные монстры» Эдуарда Лимонова называет Маре знаковым актёром французского кино, партнёром Демонжо и де Фюнеса по культовому фильму «Фантомас». По его мнению, Маре относится к редкому типу актёров, имеющих «изначальный архетип, эталон»: «Жан Марэ персонаж человеческой трагедии. Жан Марэ — эталон мужчины». Тот факт, что актёр был гомосексуалом, не играет для Лимонова никакой роли, так как для него Маре является олицетворением настоящего Парижа: «Жан Марэ символизирует Париж. Навеки. Весёлый, шикарный Париж Эйфелевой башни и Фантомаса. Такого актёра уже никогда не будет». В книге эссеистических зарисовок украинского писателя Юрия Андруховича «Здесь похоронен Фантомас» речь идёт о постсоветском наследии современной Украины и о той невероятной популярности фильмов о Фантомасе в 1960-е годы, когда многие дети боялись Фантомаса и одновременно восхищались им. По словам автора: «Этот фильм перевернул нашу жизнь и решительно перекроил серую совковую обыденность». Андрухович считает, что современной Украине необходим этот образ зловещего преступника, так ярко выраженного во французском фильме, где он появился в комедийном, остроумном варианте: «Это что-то такое, что нас пугает, хочет победить страхом. Но мы с этого смеёмся, поэтому оно не может нас преодолеть».
Российские филологи зафиксировали, что названия таких популярных в СССР французских фильмов, как «Фантомас разбушевался» и «Бабетта идёт на войну», употребляются в переносном значении, закрепившись в устной и письменной речи. В СССР и постсоветских республиках Фантомас стал фигурантом многочисленных анекдотов, где он соседствует с известными политическими деятелями (Хрущёв, Брежнев, де Голль), прежними популярными советскими персонажами (Чапаев, Петька, майор Пронин), а также и с более современными, причём не только из советской действительности (Софи Лорен, Джеймс Бонд, комиссар Каттани). В этих анекдотах чаще всего обыгрывается способность французского преступника к перевоплощению. Примером подобного рода анекдота с интернациональными персонажами может служить следующий: «К Мао Цзедуну проник Фантомас. Мао: „Эх, Петька, разбросала нас судьба по свету!“. Фантомас: „Знал бы ты, Василий Иваныч, что наша Анка в Израиле вытворяет!“». В анекдотах также отражена другая характерная особенность Фантомаса — его лысина. Таким примером может являться анекдот про прапорщика (офицера, министра обороны), который обращается к солдатам перед строем: «Все видели фильм „Фантомас“!? Вот у кого аккуратная стрижка». Прозвище «Фантомас» получали мужчины с лысиной, он сравнивался с Григорием Котовским, за некоторыми памятниками закреплялись неофициальные названия в память о герое фильма и т. д.